# August der Starke

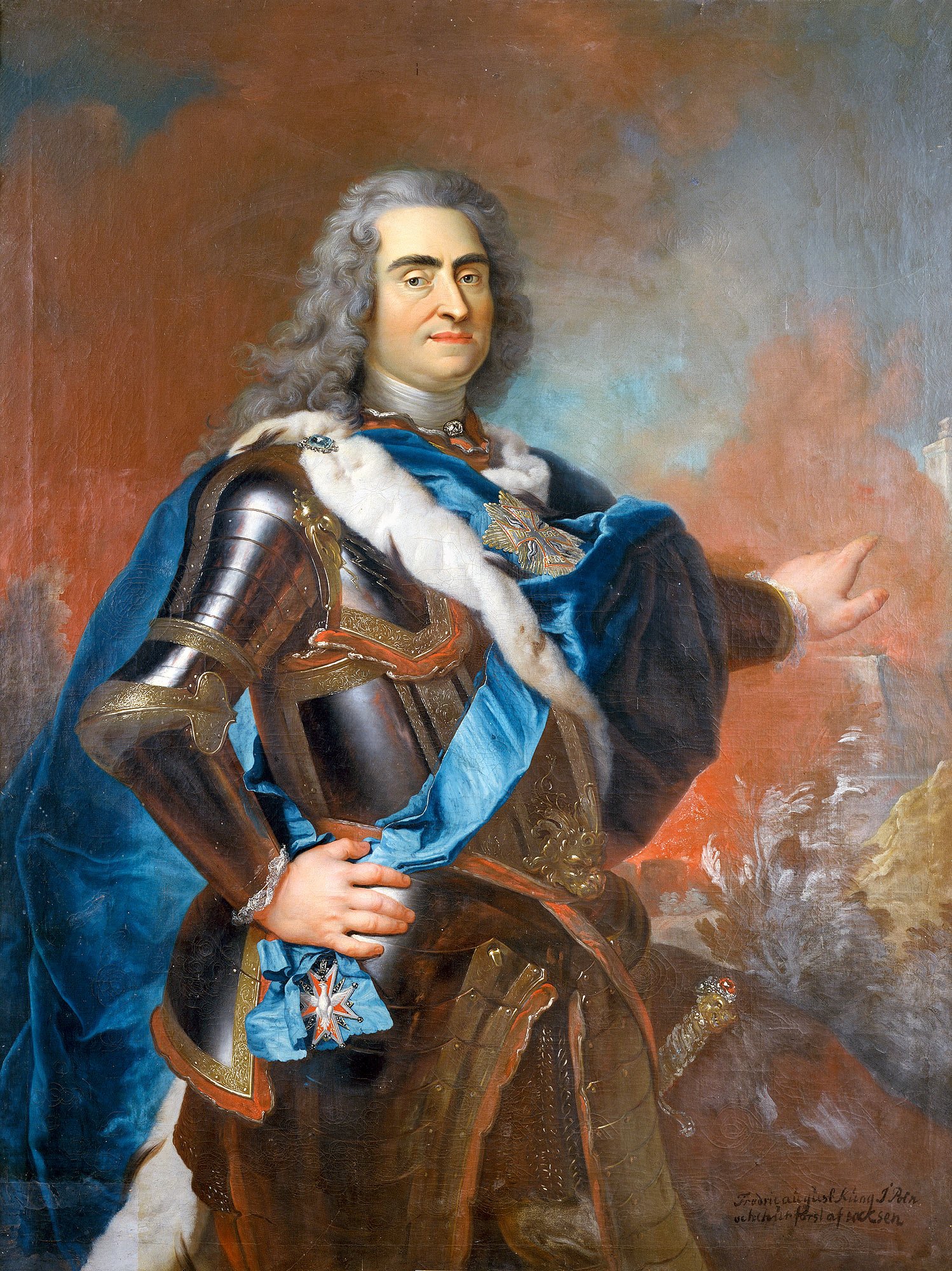
August der Starke, Gemälde von Louis de Silvestre, um 1720.
Augusts Unterschrift:

August der Starke (* 12. Mai 1670 in Dresden; † 1. Februar 1733 in Warschau) aus der albertinischen Linie des Hauses Wettin war von 1694 bis 1733 als Friedrich August I. Kurfürst von Sachsen sowie von 1697 bis 1706 und erneut von 1709 bis 1733 als August II. in Personalunion König von Polen und Großfürst von Litauen. Er gilt als eine der schillerndsten Figuren höfischer Prachtentfaltung des späten 17. und frühen 18. Jahrhunderts und begründete als Prototyp absolutistischer Selbstdarstellung durch seine ausgeprägte Kunst- und Bauleidenschaft den Ruf Dresdens als prunkvolle barocke Metropole, der bis heute nachwirkt. Unter ihm erlebte der Kurstaat eine enorme wirtschaftliche, infrastrukturelle und kulturelle Blüte. Gleichzeitig verwickelte er seine Länder in den Dritten Nordischen Krieg von 1700 bis 1721, in dessen Verlauf er, nachdem er vom protestantischen zum römisch-katholischen Glauben konvertiert war, die polnische Krone wieder für sich gewinnen konnte, was aber bald darauf zu weiteren Kriegen und zur Stärkung des russischen Einflusses in Polen führte.

## Leben

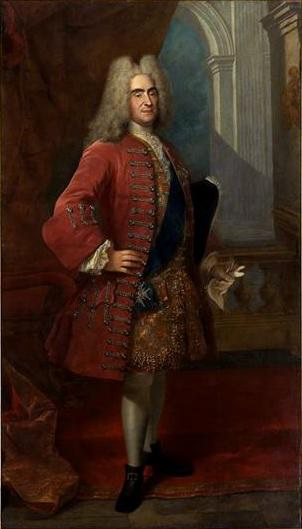
König August II. im Hofkostüm sowie mit der Schärpe des Ordens des Weißen Adlers

Friedrich August I. wurde am 12. Mai 1670, gegen 9 Uhr, als zweitältester Sohn des späteren sächsischen Herzogs Johann Georg III. und der Prinzessin Anna Sophie von Dänemark in Dresden geboren. Er wurde zeitweise in der Lichtenburg zu Prettin erzogen und verbrachte seine Kinderjahre bei seinem bis 1680 regierenden Großvater Johann Georg II., dessen pracht- und luxusliebende Hofhaltung den jungen Prinzen sehr beeindruckten.
Er genoss schon früh eine standesgemäße Ausbildung, zu der 1676 unter anderem die folgenden Erzieher berufen wurden:
- v. Knoch für Fremdsprachen (Italienisch, Französisch und Spanisch)
- Christoph Bernhard für Musik
- v. Klengel für Militärwesen, Zeichnen, Fortifikationswesen und Mathematik

Darüber hinaus erhielt er Unterricht in Theologie und Geschichte, vor allem der regierenden Häuser Europas.
Das architektonische Umfeld (Dresdner Schloss, Stallhof, Reithaus, Palais im Großen Garten, Lusthaus auf der Jungfernbastei) sowie Lebensgewohnheiten und Festtraditionen des Hochadels vermittelten ihm das Bewusstsein, Teil eines der traditionsreichsten deutschen Fürstenhäuser zu sein. Eine dieser Festlichkeiten erlebte Friedrich August 1678 bei der Durchlauchtigsten Zusammenkunft, bei der alle Angehörigen des sächsischen Hauses zusammenkamen und neben Opern-, Schauspiel- und Ballettaufführungen auch Karussellrennen (Turnier, Ritterspiele) stattfanden. Weiterhin gab es viele Feste, die sich nicht nur auf das Schloss beschränkten, sondern die ganze Stadt oder die Umgebung mit einbezogen, die sich durch eine Vielzahl von Veranstaltungen auszeichneten, vor allem die opulenten Hoffeste um das Palais im Großen Garten, das der Großvater ab 1678 hatte erbauen lassen. Diese prachtvollen Ereignisse im Leben des Jungen dürften ihn stark beeinflusst haben.
Zunächst wuchsen August und sein älterer Bruder Johann Georg IV. gemeinsam auf; während aber dieser zum Thronfolger erzogen wurde, auf den zahlreiche Pflichten zukamen, konnte August sich relativ frei entwickeln und seinen Interessen nachgehen. Schon in frühen Jahren kam es immer häufiger zu Streitigkeiten zwischen den beiden Geschwistern, sodass August im Alter von 15 Jahren Christian August von Haxthausen als eigenen Hofmeister erhielt. Der Oberlandbaumeister Wolf Caspar von Klengel, erster bedeutender Dresdner Barockarchitekt, unterrichtete den heranwachsenden Prinzen Friedrich August in Festungsarchitektur und Zivilbaukunst; lebenslang zeichnete der König später an den Entwürfen seiner Architekten mit oder lieferte Erstentwürfe. Im Jahre 1686 hatte er sein erstes Liebeserlebnis mit der Hofdame Marie Elisabeth von Brockdorf, welche aus dem Schloss verwiesen wurde, als die Liebschaft an die Öffentlichkeit kam. Doch mit der Hilfe seines Vaters, der schönen Frauen nicht abgeneigt war, durfte diese wieder an den Hof zurückkehren. Im Herbst des gleichen Jahres unternahm August gemeinsam mit seiner Mutter seine erste große Reise zu seinem Onkel Christian V. von Dänemark.
Anschließend folgte dann die obligatorische Grand Tour, die zur Einführung des Prinzen August an den ausländischen Höfen diente. Er sollte auf dieser Reise Architektur und Kultur anderer Länder kennenlernen, seine Fremdsprachenkenntnisse erweitern, Umgangsformen sowie diplomatische Kenntnisse erlernen und Erfahrungen sammeln. Die Reise begann am 19. Mai 1687, wenige Tage nach seinem 17. Geburtstag, inkognito als Graf von Meißen. Es war eine geplante „Reise auf drey Jahr“, die von Dresden über Frankfurt am Main, Straßburg, Paris, Spanien, Portugal, England, Holland, Dänemark, Schweden, Nürnberg, Augsburg, München, Innsbruck, Mailand, Venedig (wo er auf den Grafen Königsmarck traf) und Wien zurück nach Dresden führte, wo er auf Befehl seines Vaters am 28. April 1689 wieder eintraf. Begleitet wurde August von seinem Hofmeister v. Haxthausen, der ihn auch im Reiten, Fechten und Schießen unterrichtete, dem Pfarrer Anton, dem Stallmeister von Einsiedel, dem Kammerjunker von Thielau sowie den Ärzten Pauli und Johann Jacob Bartholomaei, der 1708 zum Arkanisten wurde und dem August die Überwachung und Aufsicht der Böttgerschen Goldversuche und Porzellangewinnung mit übertrug.
1690 erkrankte er an den Blattern, welche zur damaligen Zeit oft tödlich endeten. Doch die starke Konstitution des Prinzen und ein glücklicher Verlauf der Krankheit führten dazu, dass sich der 20-Jährige schnell wieder erholte.
In den folgenden drei Jahren nahm er am Krieg gegen Frankreich am Oberrhein teil, hielt sich anschließend eine Zeit lang am Hof Kaiser Leopolds in Wien auf und beteiligte sich an einem Feldzug in den Spanischen Niederlanden und in Ungarn 1695 gegen die Türken nach entsprechenden Subsidienversprechen.
Am 20. Januar 1693 heiratete er in Bayreuth Christiane Eberhardine, Prinzessin von Brandenburg-Bayreuth, um die sein Vater für seinen jüngeren, als etwas flatterhaft geltenden Sohn längere Zeit hatte werben müssen.

### Regierung im sächsischen Kurstaat

Das Kurfürstentum Sachsen im 18. Jahrhundert

#### Regierungsantritt
Während der Vorbereitungen eines weiteren Feldzuges gegen Frankreich im Pfälzischen Erbfolgekrieg (1688–1697) starb Augusts älterer Bruder Johann Georg IV. am 27. April 1694 an den Pocken. Er hatte sich am Totenbett seiner Mätresse Magdalena Sibylla von Neitschütz angesteckt. Da Johann Georg IV. wegen der Beziehung mit seiner Mätresse keinen legitimen Thronfolger gezeugt hatte, stieg nun sein jüngerer Bruder August unerwartet vom Titularherzog, auf den wohl eine militärische Karriere oder ein Leben am Hof des Bruders zugekommen wäre, zum regierenden Kurfürsten von Sachsen auf. Damit begann in Sachsen das sogenannte Augusteische Zeitalter (1694–1763), das die Regierungszeiten der beiden sächsischen Kurfürsten umfasst, die auch zu Königen von Polen aufsteigen sollten. Der Begriff bezieht sich auf Friedrich August I. (Regierungszeit: 1694–1733) und seinen Sohn Friedrich August II. (Regierungszeit: 1733–1763). Das wirtschaftlich und kulturell hochentwickelte Kurfürstentum Sachsen war Ende des 17. Jahrhunderts der viertgrößte Territorialstaat im Heiligen Römischen Reich und ging weit über den heutigen Freistaat Sachsen hinaus. Von den Verwüstungen und Entvölkerungen des Dreißigjährigen Krieges (1618–1648) hatte es sich schnell erholt. Dazu entscheidend beigetragen hatten die reichen Bodenschätze des Erzgebirges, die vielen hochentwickelten Manufakturen sowie der Handel, der in den vergleichsweise vielen Städten blühte und mit der Leipziger Messe, die sich seit dem Jahr 1165 aus zwei jährlichen Märkten entwickelt hatte, eine europäische Dimension besaß. Dazu kamen noch steigende landwirtschaftliche Erträge. Jedoch trat August sein Regierungsamt an, ohne darauf vorbereitet worden zu sein.
Als offizielle Zeremonien des Amtsantrittes dienten sogenannte Ständehuldigungen, bestehend aus Vertretern des Adels und der städtischen Bürgerschaft. In den wichtigsten Städten Sachsens (Dresden, Torgau, Wittenberg, Leipzig und Bautzen) leisteten sie feierlich einen Treueeid auf den neuen Kurfürsten.
Vom Juli 1695 bis September 1696 nahm August als Oberbefehlshaber des kaiserlichen Heeres in Ungarn mit wechselndem Erfolg am Großen Türkenkrieg teil. In der Schlacht an der Bega 1696, die unentschieden ausging, erlitt die Kaiserliche Armee erhebliche Verluste, woran jedoch zum großen Teil der Widerstand des alten kaiserlichen Generals Donat Graf Heißler gegen das Oberkommando des jungen Herzogs und Kurfürsten schuld war.

#### Versuche zur Etablierung des Absolutismus
In Sachsen drängte August den Einfluss des alteingesessenen Adels zurück und regierte mittels des 1706 geschaffenen Geheimen Kabinetts als zentraler Schaltstelle exekutiver Befugnisse, dessen bedeutendste Minister und Offiziere v. Beichlingen, v. Flemming, v. Zech, v. Schöning, A. M. G. v. Hoym, C. H. v. Hoym, H. F. v. Friesen, O. H. v. Friesen, v. Werthern, v. Löwendal, Wicardel, v. Wackerbarth, v. Manteuffel, A. F. v. Pflugk und O. H. v. Pflugk waren. Das Geheime Kabinett wurde durch beständige Erweiterung seiner Befugnisse zur obersten Zentralbehörde gemacht und der Beamtenapparat unter einem Kammerpräsidenten mit loyalen Bürgerlichen besetzt. Ein Bergratskollegium, ein Geheimer Kriegsrat und ein Generalkriegsgericht wurden errichtet. Zu einem wirklichen Absolutismus kam es aber nie. Dies wurde noch 1717 im Streit des Kurfürsten einerseits und des sächsischen Adels sowie des aufstrebenden Bürgertums andererseits deutlich, wobei Anlass der Revolte der Übertritt des Kurprinzen zum Katholizismus war. Der Sächsische Hofstaat hatte geringeren Umfang als etwa der kurbayerische.
Der 1724 erstmals in Leipzig gedruckte Codex Augusteus löste die Kursächsischen Konstitutionen ab, das bis dahin umfangreichste sächsische Werk für Gesetze, Verordnungen, Mandate und Landtagsabschiede. Die neue Landtagsordnung von 1728 führte zu einer weiteren Einschränkung der Rechte der Stände. Die Herausgabe eines Staatshandbuches in Gestalt des Hof- und Staatskalenders erfolgte erstmals 1728. Für die Zeit seiner Abwesenheit von Sachsen ernannte August, ohne Bestätigung durch die Stände, 1697 bis 1706 den schwäbischen, katholischen Reichsfürsten Anton Egon von Fürstenberg-Heiligenberg, seit 1698 auch Präsident des Generalrevisionskollegiums für die Abstellung von Missständen im Steuerwesen, zu seinem Statthalter. Seine einflussreichsten Minister, wie Flemming oder Wackerbarth, waren keine gebürtigen Sachsen und daher nicht mit den sächsischen Adelsfamilien verwandt oder von ihnen abhängig. August der Starke war es auch, der den Juden erstmals seit ihrer Vertreibung 1430 wieder die Ansiedlung in Sachsen gestattete; eine große Rolle spielte hierbei auch sein Hoffaktor Issachar Berend Lehmann, den er 1696 aus Halberstadt nach Dresden holte, wo in der Folge eine jüdische Gemeinde entstand.

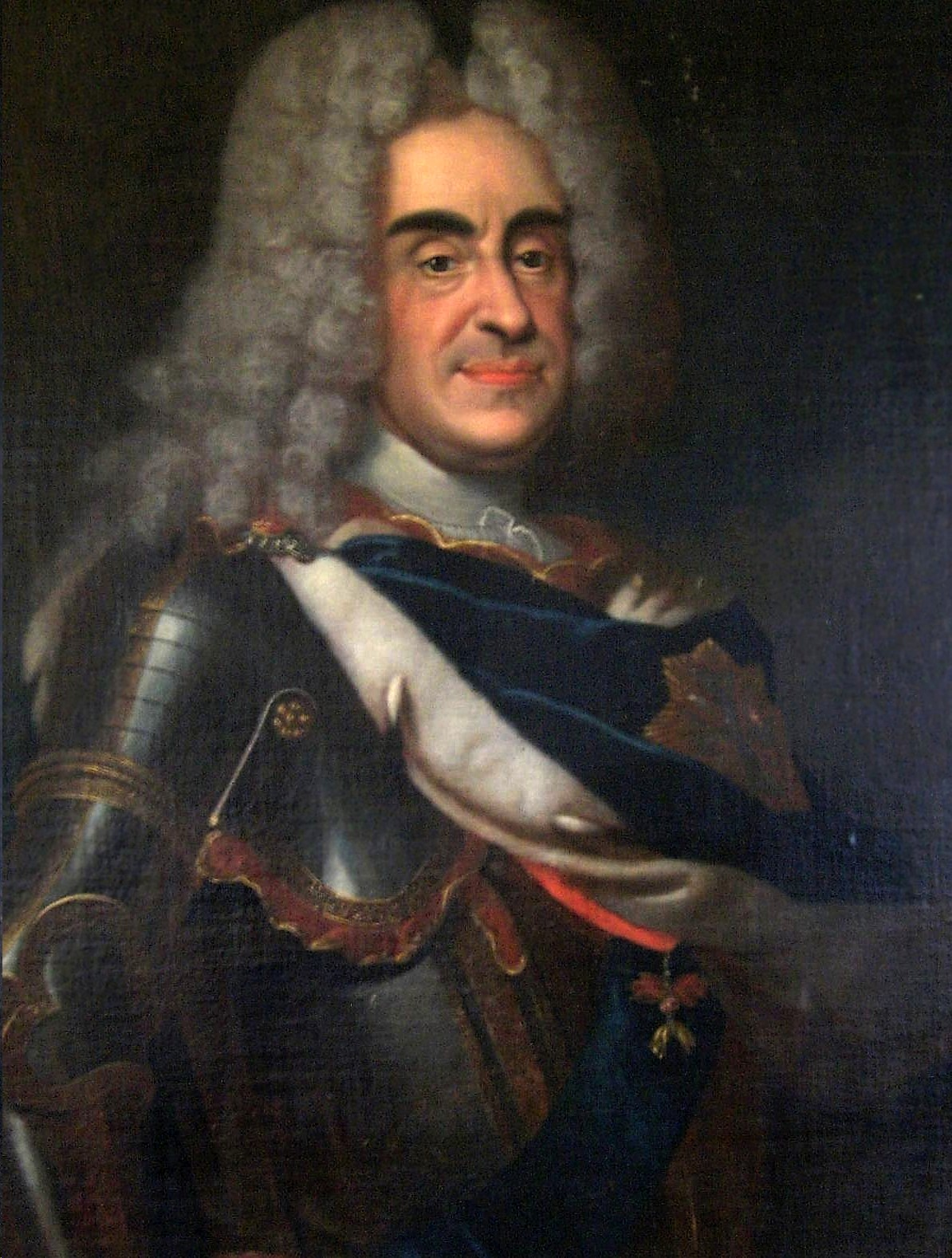
König August II. im Harnisch und Hermelinmantel sowie mit der Schärpe des Ordens vom Weißen Adler und dem Orden vom Goldenen Vlies, dessen Ritter er seit 1697 war (Gemälde auf Burg Stolpen)

#### Finanzwesen und Wirtschaftspolitik
Im Oktober 1694 ließ er eine landesweite statistische Erfassung aller Amtsregalien, Einkünfte und Nutzungen nach einem einheitlichen Schema durchführen. August wollte entsprechend seinem absolutistischen Machtbewusstsein finanziell unabhängig von den Ständen agieren, da diesen die Bewilligung direkter Steuern zustand, weshalb er sich um die Einführung indirekter, d. h. verbrauchsorientierter Steuern bemühte, was ihm mit Schaffung der völlig neuen Generalkonsumtionsakzise (samt oberster Steuerbehörde) 1703 gegen Widerstände auch gelang. Zur Rechnungsprüfung und Ordnung der Staatsfinanzen wurde 1707 eine Oberrechenkammer und das Oberrechnungskollegium als zentrale Revisionsbehörde aller landesherrlichen Kassen eingerichtet.
Der Kurfürst ernannte 1712 Jacob Heinrich von Flemming, dessen Bemühungen als Gesandter in Warschau ihm 1697 die polnische Krone eingetragen hatten und der seit 1705 als Kriegs- und Außenminister amtierte, zum Armeechef im Rang eines Generalfeldmarschalls und zugleich zum dirigierenden Minister mit alleinigem Vortragsrecht, damit faktisch zum Premierminister. Diese Position, verbunden mit der dauerhaften Gunst seines Dienstherrn und einem systematisch aufgebauten Netzwerk ermöglichten es Flemming, seine nunmehr unangefochtene Führungsrolle in der sächsisch-polnischen Politik bis zu seinem Tod 1728 zu behaupten. Flemming sorgte für die Herausbildung einer zuverlässigen Beamtenschaft und trennte die Finanzen von „Hof“ und „Staat“. 1712 berief er den Ökonomen Marperger in sächsische Dienste, der mit seinem Rat maßgeblich an vielen der nun systematisch angegangenen progressiven Reformen beteiligt war.
Die sächsische Wirtschaft wurde nach den Grundsätzen des Merkantilismus staatlich gefördert und auf Export orientiert (Leipziger Messe), wobei sich August zur Effektivierung dieser Anstrengungen auch um die Gründung eines Kommerzkollegiums bemühte, was jedoch erst zwei Jahre nach seinem Tod umgesetzt wurde. Als wirtschaftlich bedeutsam erwiesen sich auch die Gründung der ersten Staatsbank im deutschen Raum 1698 (Sitz: Leipzig), die Errichtung einer Landeslotterie 1715, die Einführung des Gregorianischen Kalenders 1700 und der schriftlichen Messrelationen (ab 1729) sowie die Landesvermessung und Reform der sächsischen Post um 1722, die damals die schnellste im Deutschen Reich wurde.
Bekannt ist zudem die Nacherfindung des Porzellans durch Tschirnhaus, Böttger, v. Ohain und v. Schönberg, die 1710 zur Gründung der Meissener Porzellanmanufaktur führte. Neben dieser Errungenschaft betätigte er sich auch selbst als Unternehmer, zum Beispiel mit der Olbernhauer Waffenschmiede sowie der Fayence-Manufaktur von 1708 in der Neuen Königsstadt. Insgesamt wurden in Augusts Regierungszeit in Sachsen 26 Manufakturen geschaffen, so auch für die Produktion von Spiegeln, Gewehren, Tuch, Gold- und Silbergespinsten (sogenannten „Leonische Waren“), Damast, Blaufarben und Tapeten.

### Auswärtige Beziehungen, kriegerische Auseinandersetzungen und Politik in Polen

#### Motive für den polnischen Kronerwerb

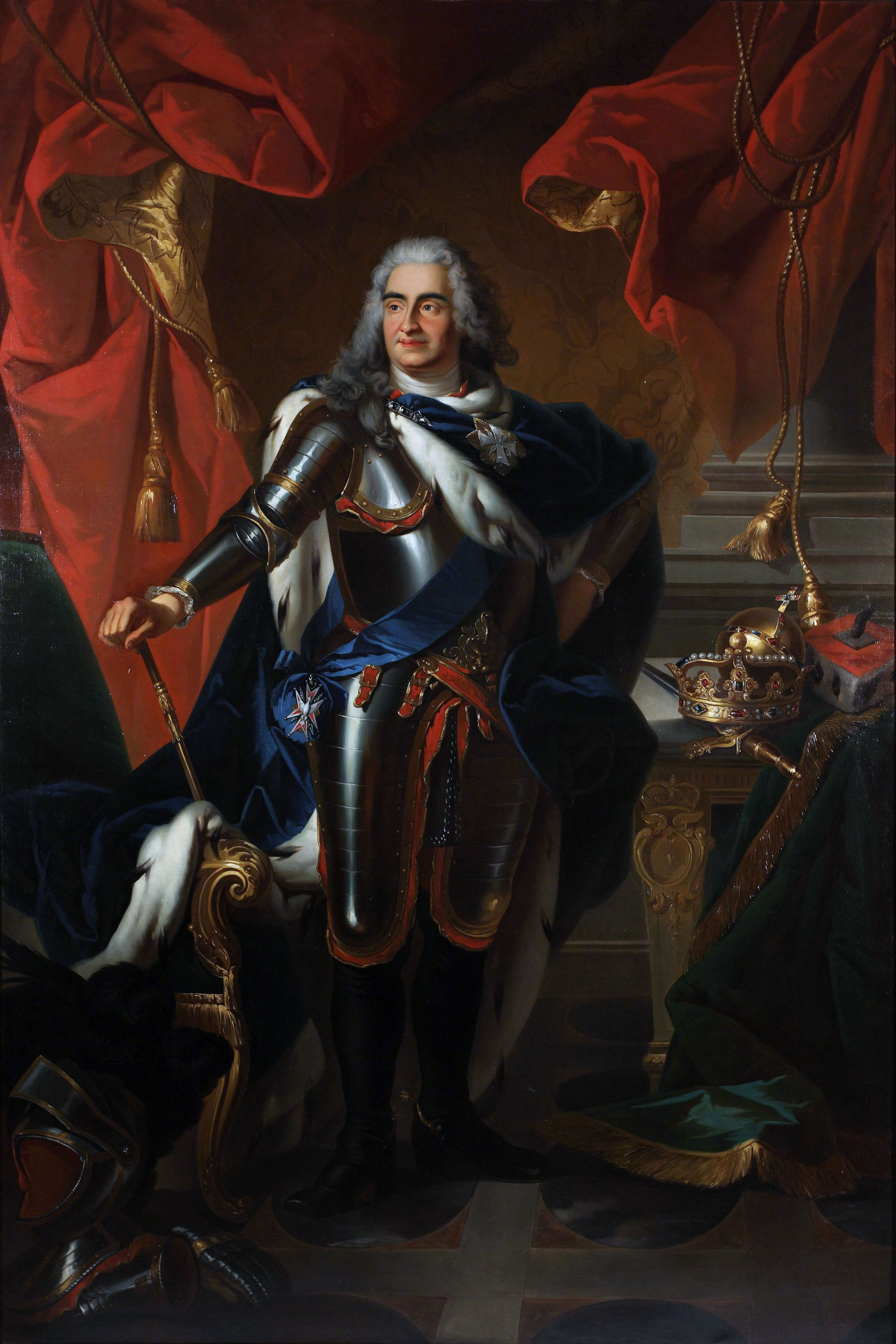
August der Starke gemalt von seinem Hofmaler Louis de Silvestre; zu seiner Linken die polnischen Kronjuwelen und der sächsische Kurhut.

Am 17. Juni 1696 war mit Johann III. Sobieski der König von Polen und Großfürst von Litauen gestorben. In der polnischen Wahlmonarchie durften sich auch Ausländer um die Krone Polens bewerben. Mit dem Erwerb der polnischen Königswürde wollte August eine Rangerhöhung erreichen, die ihm eine größere politische Souveränität sichern sollte. Vor allem bei den Friedensverträgen nahm ein gekröntes Haupt einen Vorrang gegenüber Fürsten eines niedrigeren Ranges ein. Daher war die polnische Krone für den sächsischen Kurfürsten kein reines Prestigeobjekt, sondern politisch überaus wertvoll. Eine Rangerhöhung war im Heiligen Römischen Reich Ende des 17. Jahrhunderts ein zeittypisches Phänomen. Zur gleichen Zeit wie August begannen auch in Hannover Verhandlungen über eine mögliche Thronfolge der Gemahlin des Kurfürsten Ernst August, Kurfürstin Sophie, in Großbritannien. Deren Sohn wurde als Georg I. im Jahr 1714 tatsächlich britischer König. In Königsberg krönte sich im Jahr 1701 Friedrich I. zum „König in Preußen“. Auch der Kurfürst von Bayern Maximilian II. Emanuel strebte, wenn auch erfolglos, nach der Königskrone. Darüber hinaus bot aus der Sicht Augusts das rohstoffreiche Polen-Litauen Absatzmärkte für sächsische Erzeugnisse. Die Steigerung der wirtschaftlichem Leistungsfähigkeit Kursachsens und Polens sollte Augusts Ansehen in Europa erhöhen und zugleich seine Steuereinnahmen ansteigen lassen.
Um seine Königspläne allerdings nicht zu gefährden bzw. auf Widerstand der europäischen Großmächte Frankreich und Österreich zu stoßen, mussten die Verhandlungen mit den polnischen Adeligen bis zur Königskrönung geheim bleiben. Auch die Landstände, potenzielle Gegner solcher Pläne, wurden von August weder gefragt noch benachrichtigt. Dies hing eng mit konfessionspolitischen Erwägungen der protestantischen Landstände zusammen.

#### Glaubenswechsel und konfessionspolitische Folgen

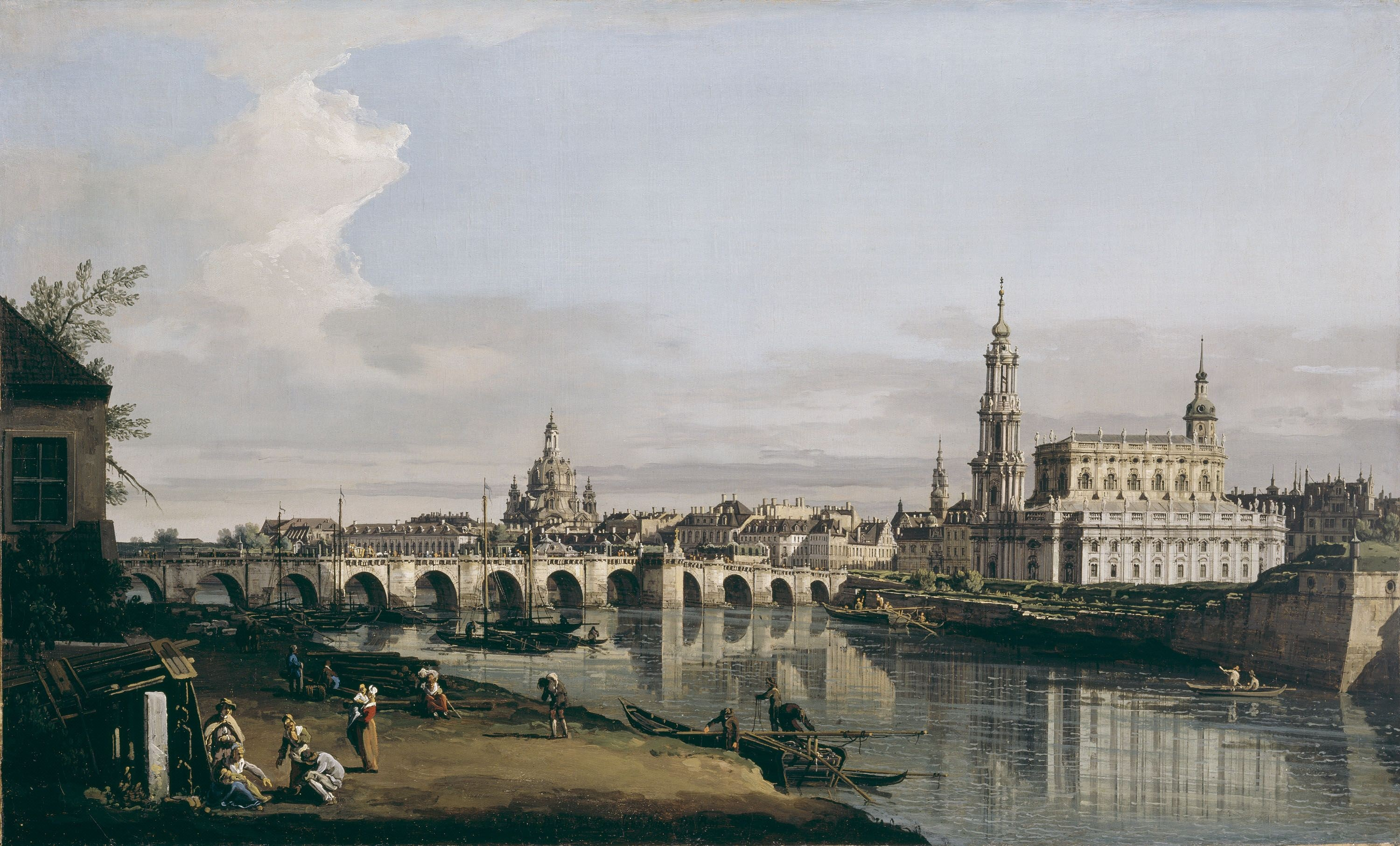
Bernardo Bellotto, genannt Canaletto: Dresden vom rechten Elbufer unterhalb der Augustusbrücke (links die evangelische Frauenkirche, rechts die Katholische Hofkirche).
„Im damaligen Europa, in dem noch immer konfessionelle Auseinandersetzungen aufflammten, gab es keine andere Hauptstadt, in der zwei der repräsentativsten Kirchen der beiden großen Konfessionen auf engem altstädtischen Raum gemeinsam das Stadtbild bestimmten“ (Joachim Menzhausen).

Eine Voraussetzung für die polnische Königswürde war die Konversion Augusts von der evangelisch-lutherischen Konfession zum Katholizismus. Das Kurfürstentum Sachsen galt jedoch als „Mutterland der Reformation“. Im 16. Jahrhundert hatten die sächsischen Kurfürsten den Reformator Martin Luther unter ihren landesherrlichen Schutz gestellt und den Schmalkaldischen Bund, ein Verteidigungsbündnis der protestantischen Fürsten und Städte, angeführt. Da Kurfürst und sächsische Untertanen unterschiedlichen Konfessionen angehören würden, hätten die sächsischen Landstände beim Bekanntwerden der Königspläne Augusts eine Rekatholisierung des Kurfürstentums auf Basis des Augsburger Religionsfriedens von 1555 befürchtet. Allerdings hatte bereits der Westfälische Frieden von 1648 den Grundsatz cuius regio, eius religio („wessen Land, dessen Religion“), nach dem der Landesherr die Konfession der Untertanen hatte bestimmen können, durch ein Normaljahr ersetzt: die territoriale Konfessionszugehörigkeit des Jahres 1624 sollte im Heiligen Römischen Reich unverändert bleiben. Reichsrechtlich gesehen hätte August das Kurfürstentum Sachsen daher nicht rekatholisieren können. Diese wichtige Rahmenbedingung berücksichtigte er in dem sogenannten Religionsversicherungsdekret vom 29. September 1697, das den Untertanen in Sachsen zugestand, ihren evangelischen Glauben behalten zu dürfen. Sein Glaubenswechsel, so erklärt das Dekret, sei lediglich ein „Personalwerk“. Dennoch entfremdete der Glaubenswechsel, der nur aus machtpolitischem Kalkül heraus geschehen war, den Landesherren von seinen protestantischen Untertanen.
August der Starke konvertierte heimlich am 1. Juni 1697 in der katholischen Hofkapelle zu Baden bei Wien und am 27. Juli 1697 öffentlich in Deutsch-Piekar zum katholischen Glauben, indem er das vorgeschriebene Apostolische Glaubensbekenntnis vor seinem Großcousin Prinz Christian August von Sachsen-Zeitz, dem Bischof von Raab, ablegte, der ihn auch geheim im neuen Glauben unterrichtet hatte und nach erfolgter Konversion eine Bescheinigung ausstellte, die vom päpstlichen Internuntius beglaubigt wurde. Außenpolitisch verlor Sachsen mit dem Glaubenswechsel die Führungsrolle unter den evangelischen Reichsständen an Brandenburg-Preußen. Die Funktion des Oberhauptes der evangelischen Landeskirche in Sachsen übertrug August zunächst dem Geheimen Rat und bezüglich einiger Befugnisse seinem ernestinischen Vetter Friedrich von Sachsen-Gotha-Altenburg. Ab 1724 lenkte das Oberkonsistorium unter den verschiedenen Sächsischen Oberhofpredigern die Geschicke der Landeskirche weitgehend selbstständig. Dennoch blieben die katholischen Kurfürsten und Könige von Sachsen bis 1918 nominell Oberhäupter der Evangelisch-Lutherischen Landeskirche Sachsens sowie Direktoren des Corpus Evangelicorum und „Hüter des Protestantismus“ im Reich.
Papst Clemens XII. versuchte die Sachsen zur Rückkehr in die katholische Kirche zu bewegen, indem er ihnen in der Bulle Sedes apostolica von 1732 pauschal den „Besitz der früheren Kirchengüter“ in Aussicht stellte. Dieser Anreiz ging aber weitgehend ins Leere, denn in Sachsen waren die meisten katholischen Kirchengüter in der Reformation von der evangelischen Kirche übernommen worden, nur wenige Klostergüter waren in Domänen verwandelt oder verkauft worden. Auch kirchliche Stiftungen waren nicht aufgelöst, sondern lutherisch fortgeführt worden. Die geistlichen Fürstentümer, die Hochstifte, hingegen waren rechtlich bestehen geblieben, wie das Hochstift Meißen oder das Hochstift Merseburg, jedoch unter die faktische Herrschaft der Wettiner als „Stiftsadministratoren“ gekommen, die sicherlich kein Interesse an einer Veränderung hatten. August selbst fiel 1718 das Hochstift Naumburg zu, als die Wettiner-Linie von Sachsen-Zeitz ausstarb, die das Administratorenamt erblich ausgeübt hatte.
Dennoch sollte die Konversion sich langfristig auswirken; bereits unter August, besonders aber unter seinem Sohn und Nachfolger gewannen Jesuiten, wie etwa Ignatius Guarini, erheblichen Einfluss. Das Nebeneinander, aber auch die Konkurrenz der Konfessionen manifestierte sich auch architektonisch in der Residenzstadt Dresden mit dem Bau zweier Kirchenbauten, die kurz nacheinander errichtet wurden; einerseits die lutherische und vom Stadtrat in Auftrag gegebene Frauenkirche (Bauzeit: 1726–1743), andererseits die vom Sohn Augusts des Starken, August III., in Auftrag gegebene Katholische Hofkirche (Bauzeit: 1739–1755). August der Starke selbst hatte noch nicht gewagt, mit einem demonstrativen Kirchenbau Unmut zu erregen; er feierte die Heilige Messe diskret in der Schlosskapelle oder ab 1708 in dem zur Kirche umgebauten Opernhaus am Taschenberg. Den Bau der Frauenkirche förderte er jedoch großzügig, nicht nur zur Besänftigung der evangelischen Bürgerschaft, sondern weil sie sehr in seinem Sinne die Stadtsilhouette bereicherte. Die Katholische Hofkirche hingegen wurde anfangs noch unter strikter Geheimhaltung geplant und begonnen.
In der Lausitz, die 1635 von Böhmen an Sachsen gekommen war, existierten mit Sorben und Deutschen zwei Kulturen sowie auch zwei Konfessionen nebeneinander; der Dom St. Petri in Bautzen etwa wird seit 1524 als Simultankirche genutzt. Die mittelalterlichen Klöster waren weder aufgelöst noch reformiert worden. Die beiden Zisterzienserinnenklöster St. Marienthal und St. Marienstern in der Oberlausitz existieren seit 1234 bzw. 1248 bis heute. Unter August dem Starken erlebten sie eine Blütezeit und wurden prachtvoll barockisiert. Ebenso erfuhr das Zisterzienserkloster Neuzelle in der Niederlausitz nach dem Dreißigjährigen Krieg eine Barockisierung, in der augusteischen Zeit wurde es durch böhmische und bayerische Baukünstler mit einer reichen Innenausstattung versehen.

#### Gewinn der polnischen Krone
Friedrich August I. soll die Wahl durch den polnischen Adel 39 Millionen Reichstaler gekostet haben, großenteils aufgebracht durch seinen Hofbankier Issachar Berend Lehmann. Die Summen wurden über Steuern bei der sächsischen Bevölkerung wieder eingetrieben. Um kurzfristig an das Geld zu kommen, veräußerte er sogar seine Ansprüche auf das Herzogtum Sachsen-Lauenburg, das durch Aussterben der dortigen Herzogsdynastie der Askanier eigentlich an die kurfürstliche Linie der Wettiner gefallen wäre, aber auch von Welfen und Dänen beansprucht wurde, endgültig an den Herzog Georg Wilhelm von Braunschweig-Lüneburg, der es bereits besetzt hatte. Auch trat er noch weitere Gebiete (siehe unten) gegen Zahlung ab.
Friedrich Augusts Generaladjutant Jacob Heinrich von Flemming, der fließend Polnisch sprach und mit wichtigen polnischen Magnatenfamilien verschwägert war, wurde 1697 als Gesandter nach Warschau entsandt, um die Verhandlungen zu führen. Als er sah, dass nur etwa ein Viertel der Stimmen auf August entfallen würde, bediente er sich einer unkonventionellen Taktik: Anstatt seinen Herrscher direkt zu begünstigen, half er immer neuen Kandidaten, bis es am Ende noch mindestens acht weitere gab und die Konkurrenz zersplittert war. Die Bemühungen des Fürsten Livio Odescalchi, eines Neffen von Papst Innozenz XI., sowie des Sohnes des vormaligen Königs Johann III. Sobieski, Prinz Louis Sobieski oder des Fürsten Karl-Philipp von Pfalz-Neuburg und des Herzogs Leopold von Lothringen oder auch des Markgrafen Ludwig Wilhelm von Baden-Baden und des Kurfürsten Max II. von Bayern und weiterer Kandidaten blieben daher hoffnungslos.

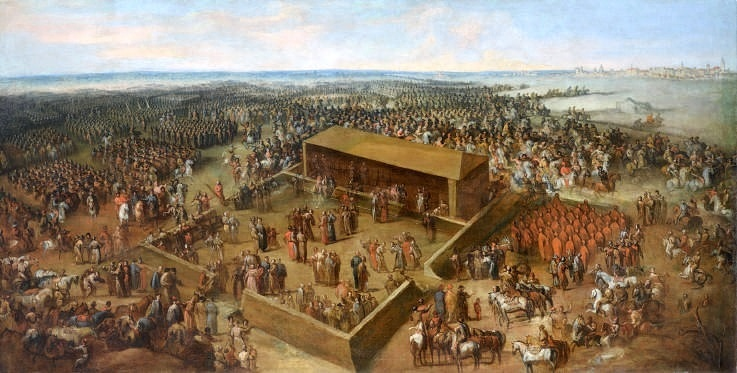
Königswahl von August von Sachsen in Wola im Jahre 1697
Ölgemälde von Jean-Pierre Norblin de La Gourdaine, ca. 1790

Trotz dieses Umstandes und den gewaltigen Zahlungen an die Wahlberechtigten wurde es am Ende ein Kopf-an-Kopf-Rennen: Als die polnischen Stände in Senat und Sejm zu Warschau-Wola im Juni 1697 zur Wahl schritten, waren nur noch zwei Bewerber um die polnische Krone als ernsthafte Konkurrenten übriggeblieben: August der Starke und Prinz François Louis de Bourbon-Conti, der ungeliebte Vetter Ludwigs XIV., den dieser nach Polen abschieben wollte. Prinz Conti konnte sogar eine größere Stimmenzahl als August auf sich vereinen, doch stellte ihn Flemming vor vollendete Tatsachen: Während Conti aus Frankreich erst über den Öresund heransegelte, schwor Flemming stellvertretend für August öffentlich den Eid auf die Pacta conventa. Als aber ein Teil des polnischen Adels den französischen Prinzen am 26./27. Juni 1697 in Wola zum König ausrief, marschierte August mit 8 000 Soldaten in Polen ein. Im Kloster Oliva bei Danzig konnten die Soldaten Augusts das Gefolge des Prinzen Conti überwältigen und zur Umkehr nötigen. Der Prinz musste ohne Erfolg in seine Heimat zurückkehren. Am 15. September 1697 wurde Kurfürst Friedrich August in der Wawel-Kathedrale in Krakau unter dem Namen August II. Mocny zum polnischen König gekrönt. Die Umstände der Wahl ließen allerdings Zweifel an seiner Legitimität unter den polnischen Magnaten aufkommen. Nicht zuletzt dies führte später dazu, dass August nach der Niederlage gegen die Schweden im Großen Nordischen Krieg im Frieden zu Altranstädt 1706 auf den polnischen Thron verzichten musste, den er allerdings 1709 wiedergewann.

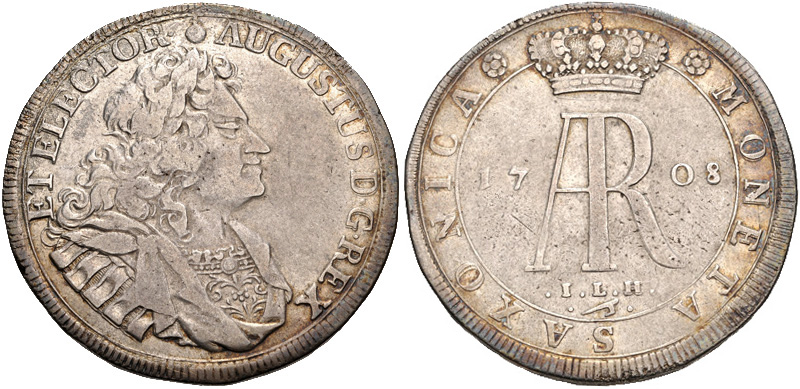
König August II., Speciesreichstaler von 1708 aus seiner Münzstätte Dresden mit Königstitel in der Umschrift, jedoch ohne Bezug auf Polen. Diesen Taler ließ Friedrich August prägen, nachdem er auf den polnischen Thron verzichten musste. (Siehe dazu auch Schmetterlingstaler)

Das „polnische Abenteuer“ ihres Landesherren kam die Sachsen teuer zu stehen. Aus der sächsischen Staatskasse flossen Unsummen an Bestechungsgeldern an den polnischen Adel und an kirchliche Würdenträger Polens (in der Regierungszeit Augusts etwa 39 Mio. Reichstaler), um sich diese geneigt zu machen. August veräußerte hierfür sogar einige nicht unbedeutende sächsische Ländereien und Rechte. So verzichtete er 1689 gegen 733.333 Taler und 6 Pfennige (entspricht 1,1 Mio. Gulden) auf seinen Anspruch auf Sachsen-Lauenburg nach dem Aussterben der dortigen Askanier und verkaufte 1698 die Erbvogtei über das Reichsstift Quedlinburg für 300.000 Taler an die brandenburgischen Hohenzollern, denen er ebenfalls die Ämter Petersberg-Lauterberg, Sevenberg und Gersdorff sowie 1707 das Reichsschulzenamt über Nordhausen überließ. Den Grafen von Schwarzburg wurden 1699 landeshoheitliche Rechte gegen Geld eingeräumt. Das Herzogtum Sachsen-Zeitz konnte jedoch nach dem Aussterben einer verwandten Seitenlinie 1718 wieder in den Kurstaat integriert werden.
Als Kurfürst Friedrich August die polnische Königswürde innehatte, wurde in der Münzstätte Leipzig auch polnisches Geld geprägt. Die ersten Prägungen nach polnischem Fuße waren Achtzehngroschenstücke und Sechsgroschenstücke mit dem gekrönten Brustbild des Königs, der auf diese Weise der polnischen Bevölkerung vorgestellt werden sollte.

#### Herrschaft in Polen und Großer Nordischer Krieg

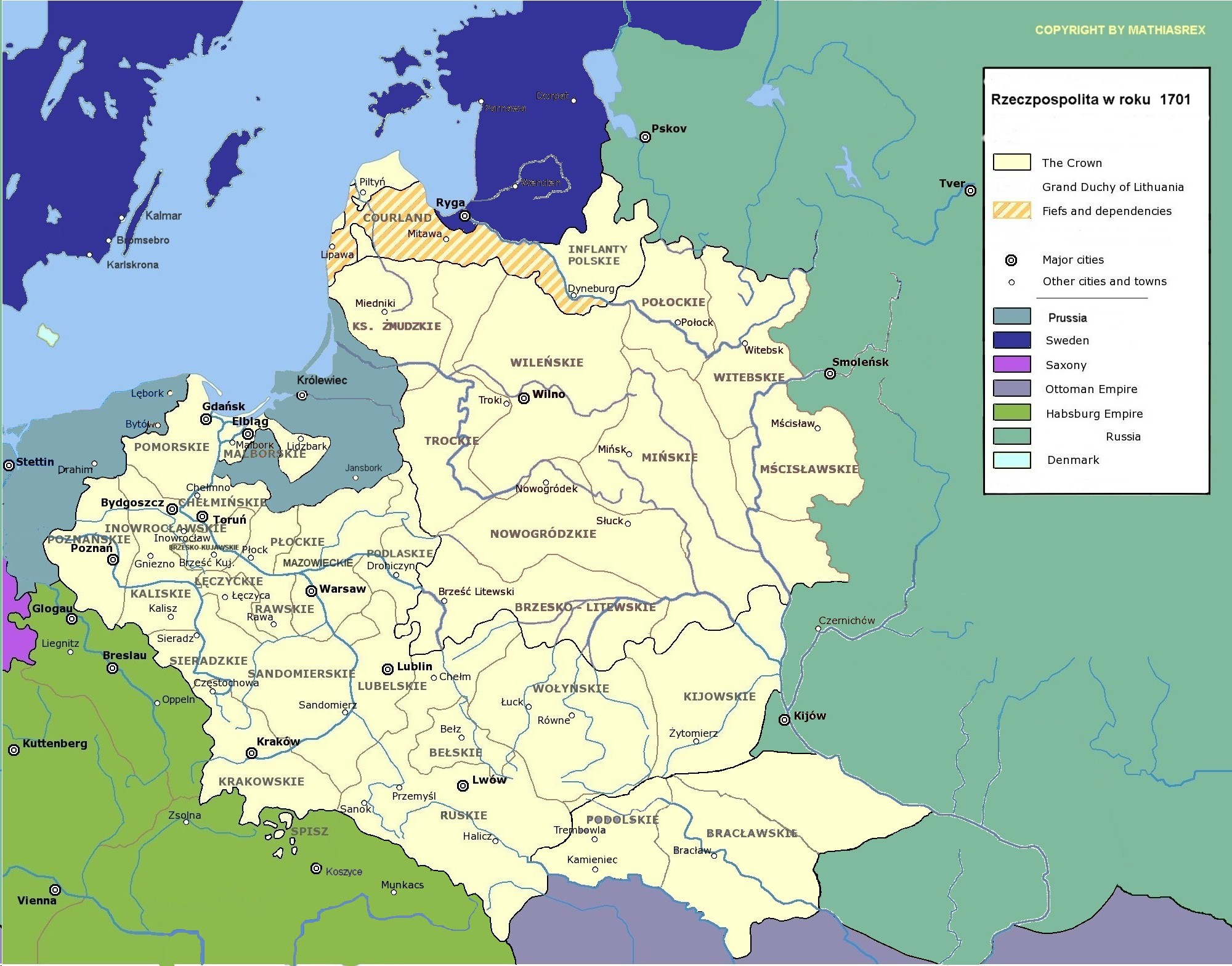
Das Königreich Polen 1701

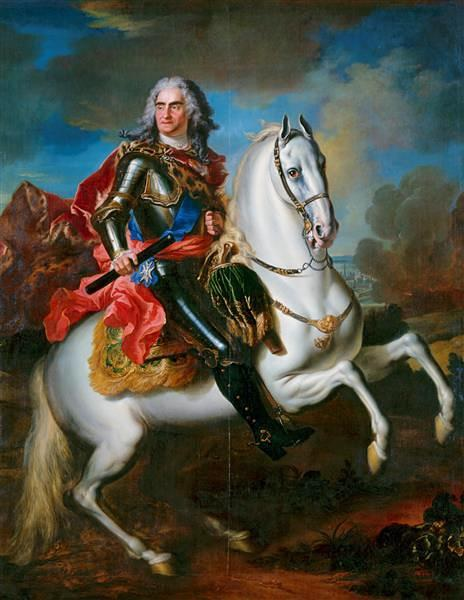
König August II. zu Pferde und mit Marschallsstab (gemalt von de Silvestre um 1718, Öl auf Leinwand (55 × 70 cm), Jagdschloss Moritzburg)

Das Königreich Polen reichte damals von der Ostsee nominell bis zum Schwarzen Meer, obwohl die südlichen Teile von den Osmanen besetzt waren, und war folglich strategisch sehr exponiert. Nach einer militärischen Kampagne in Moldau schlug Augusts polnische Armee 1698 eine Expedition der Tataren in der Schlacht bei Podhajce – ein Sieg, der wesentlich dazu beitrug, das Osmanische Reich 1699 zur Unterzeichnung des Vertrags von Karlowitz zu zwingen.
August stützte sich als Wahlkönig Polens hauptsächlich auf Sachsen; denn seine Beamten, die polnische Kronarmee und die Staatskasse unterstanden in Polen dem Sejm, dessen Politik von den mächtigen Magnatenfamilien und der Szlachta bestimmt wurde. Ihre Neigung zur Bildung von Konföderationen machte das Königreich zu einem Pulverfass. Der Reichstag Polens war durch diese Privatinteressen relativ handlungsunfähig (Liberum Veto); die Krone selbst hatte nur beschränkte Einkünfte, die dem Kronschatzmeister Przebendowski unterstanden. Residiert wurde bis 1700 im Wilanów-Palast. Doch gewann der Sächsische Hofstaat in Dresden durch die ständige Anwesenheit auch polnischer Adliger ein leicht exotisches Flair, das sonst nur der Wiener Hof aufwies, wo sich Adlige aus allen Ländern der Habsburgermonarchie tummelten.
Die von August initiierten beiden erfolglosen Belagerungen Rigas im Februar und Juni 1700 gelten als Beginn des Großen Nordischen Krieges. Sie provozierten den schwedischen König Karl XII. zum Gegenschlag, der in einem fünfjährigen Krieg mündete und mit dem für August demütigenden Altranstädter Frieden am 24. September 1706 zunächst endete. Die polnische Krone ging ihm dadurch vorübergehend wieder verloren. In dieser Zeit stiftete er den Orden vom Weißen Adler. Erst nach der für Schweden verheerenden Niederlage in der Schlacht bei Poltawa im Juli 1709 trat August wieder in das Kriegsgeschehen ein. Nur wenige Tage später kam es zum Dreikönigstreffen (1709) Augusts mit seinem Verbündeten Friedrich IV. von Dänemark und dem preußischen König Friedrich I. in Berlin und Potsdam; Letzterer blieb aber bei seiner Neutralität. August marschierte im selben Jahr in Schwedisch-Pommern ein, nachdem der polnische Gegenkönig Stanislaus samt den in Polen stationierten schwedischen Truppen entthront und vertrieben worden war. In den folgenden Jahren nahm Sachsen an den Feldzügen gegen Schweden teil, insbesondere in den norddeutschen Besitzungen Schwedens.

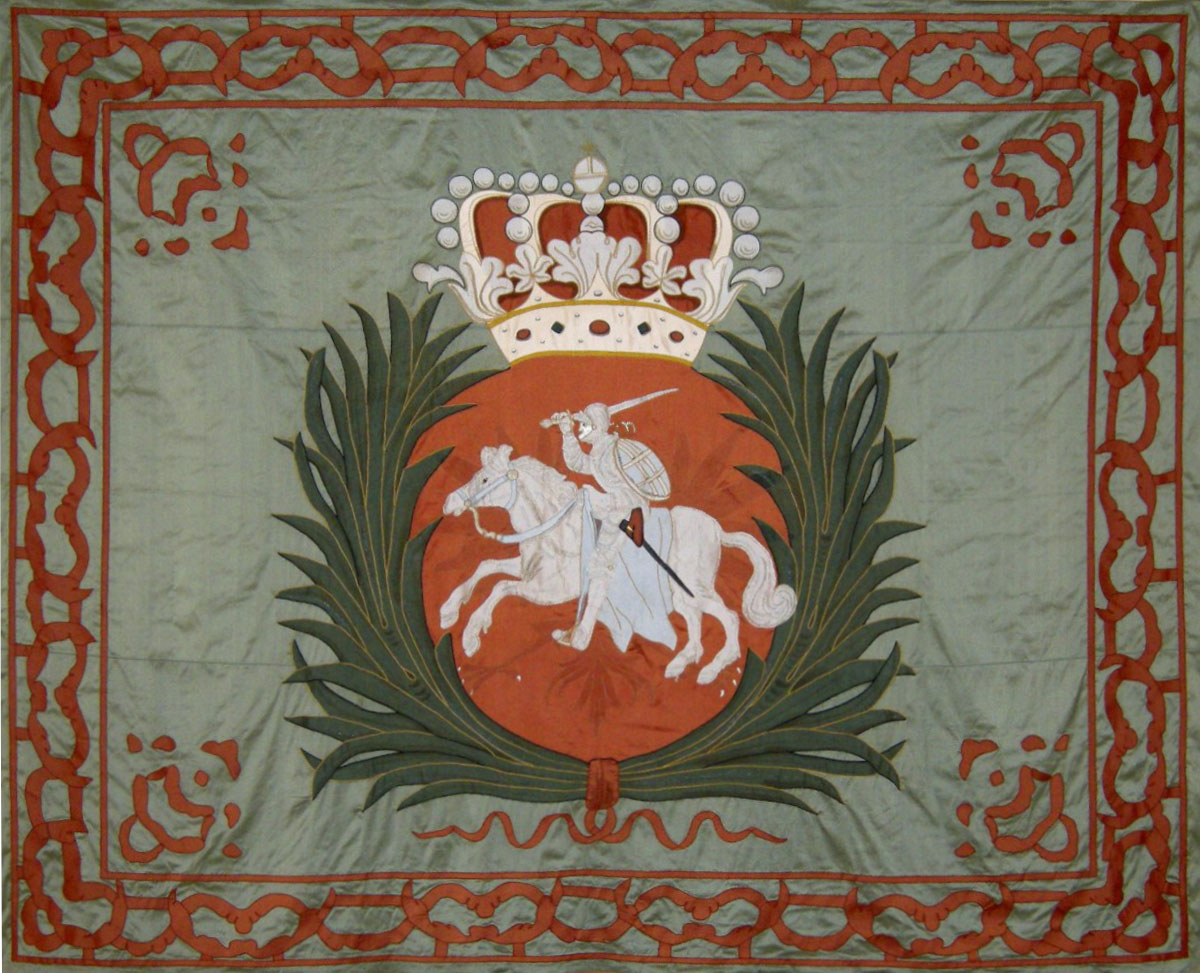
Königliche Fahne von August II. mit Pahonja (Heraldik)

Nach dem Großen Nordischen Krieg strebte er daher die Entmachtung des Reichstages in einem Staatsstreich an. Seine Vertreter forderten dort die Verschmelzung der sächsischen Truppen mit der polnischen Kronarmee, nachdem man schon 1713 sämtliche polnische Festungen besetzt, Lager anlegen und Verhaftungen hatte vornehmen lassen. Da dies ein erster Schritt zur Errichtung einer absolutistisch orientierten Erbmonarchie in Polen bedeutet hätte, provozierte es 1715/16 den Aufstand der Konföderation von Tarnogród, angeführt von Marschall Ledóchowski und Graf Branicki, wodurch August seinen Thron riskierte. Es war hauptsächlich ein Aufstand des Kleinadels gegen den König; bedeutende Magnaten wie zum Beispiel Litauens Hetman Ludwik Pociej (ein Freund Peters I.) versuchten eher zu vermitteln. Die sächsischen Truppen blieben zwar in allen größeren Gefechten siegreich, konnten den Aufstand aber nicht beenden, so dass die Kassen knapp wurden. August akzeptierte die von den Konföderierten ins Spiel gebrachte Vermittlung des Zaren und erreichte im Frieden von Warschau 1716 bzw. im Stummen Sejm 1717 nur Teilerfolge. Die sächsische Armee musste im Gegenzug das Land verlassen.
Nach 1716 zeichnete sich jedoch eine gewisse Stabilisierung seiner Regierung in Polen ab, wodurch zwar einige Reformen möglich wurden, aber für solche im Sinne des Absolutismus bestand keine Aussicht. Mehrere Reichstage platzten, und August bemühte sich ergebnislos, dem Kurprinzen die Nachfolge zu sichern. Wenigstens erholte sich Polen in den 20er Jahren wirtschaftlich von den Auswirkungen des großen Nordischen Krieges. Der Gutsadel produzierte intensiv, der Warenaustausch zwischen Polen und Sachsen, durch die Leipziger Messe gefördert und mit Zollabkommen erleichtert, stieg. Vorzugsweise kamen dabei die Rohstoffe aus Polen und Fertigprodukte aus Sachsen. Paläste, Parks und zahlreiche neue Kirchen zeugten davon, dass Polen nach wie vor über Ressourcen verfügte. Nur fehlte es in der, sich ständig in innerer Blockade und Ohnmacht befindlichen, Adelsrepublik am Willen, etwas daraus zu machen. Eine zentrale Wirtschafts- und Finanzpolitik war in Polen nicht durchsetzbar, ein großer Teil der Steuern (bis zu 20 %) blieben auf dem Einzugswege hängen und merkantilistisches Denken beschränkte sich auf das Eigeninteresse der Magnatenfamilien.
In seine Regentschaft fiel auch das aufsehenerregende Blutgericht zu Thorn von 1724.
Gegen Ende des Nordischen Krieges sicherte sich August seine Polenpolitik gegenüber Russland und Preußen im Wiener Allianzvertrag 1719 mit dem Kaiser und Großbritannien ab.

#### Großmachtträume und militärische Ambitionen

Personalunion Sachsen-Polen, jeweils grün-weiß umrandet

Am Reichskrieg gegen Frankreich beteiligte sich Kursachsen 1703 mit einem Regiment unter Matthias Johann von der Schulenburg in der Oberpfalz und am Oberrhein.
August hatte bereits 1704 den Plan gefasst, seinen Sohn mit der österreichischen Erzherzogin zu vermählen, um sich damit besser gegen das immer stärker werdende Preußen behaupten zu können. Zudem erhoffte er sich davon im Falle eines Aussterbens des Hauses Habsburg die Möglichkeit zum Gewinn der Kaiserkrone für sich selbst oder seinen Sohn – diese Absichten mussten jedoch bald wieder aufgegeben werden. Nach dem Tode Kaiser Josephs I. 1711 nahm August bis zur Wahl des Nachfolgers das mit der sächsischen Kurwürde verbundene Amt des Reichsvikars wahr. Er nutzte das Ereignis zum Anlass für die Prägung zahlreicher Vikariatsmünzen in Gold und Silber, die er auch für das Königreich Polen schlagen ließ. In der Habsburgischen Erbfolgefrage nahm er gleichzeitig eine scheinbar neutrale Position im Reich ein. August plante zwar insgeheim, Kaiser Karl VI. beiseitezusetzen, aber ihm fehlten dazu die Mittel; auch machte seine angeschlagene Gesundheit nach 1726 weitere Schritte in diese Richtung unmöglich. Ferner scheiterten Pläne, das Königreich Polen in eine Erbmonarchie umzuwandeln und so der wettinischen Familie dauerhaft zu sichern.
1722 verschärfte sich der seit 1721 schwelende Zollkrieg mit Preußen. 1725 übertrug der Kaiser Kursachsen die Vertretung der Interessen der Magdeburger Ritterschaft gegen deren Lehnsherrn, König Friedrich Wilhelm I. in Preußen.
August ließ das, bereits seit 1682 bestehende, sächsische stehende Heer um 1700/01 erheblich verstärken und 1706 reorganisieren. 1712 wurde ein Ingenieurkorps und 1723 zu Dresden die Ritterakademie zur Offiziersausbildung gegründet, beides unter der Ägide des Generals Wackerbarth. Letzterer Schritt mündete dann in die Augusteische Heeresreform, die auf Grund steigender Wirtschaftskraft bis 1732 nach preußischem Vorbild angegangen werden konnte und mit der sich August auf die Auseinandersetzung mit Habsburg und Preußen im drohenden Österreichischen Erbfolgekrieg vorzubereiten suchte.

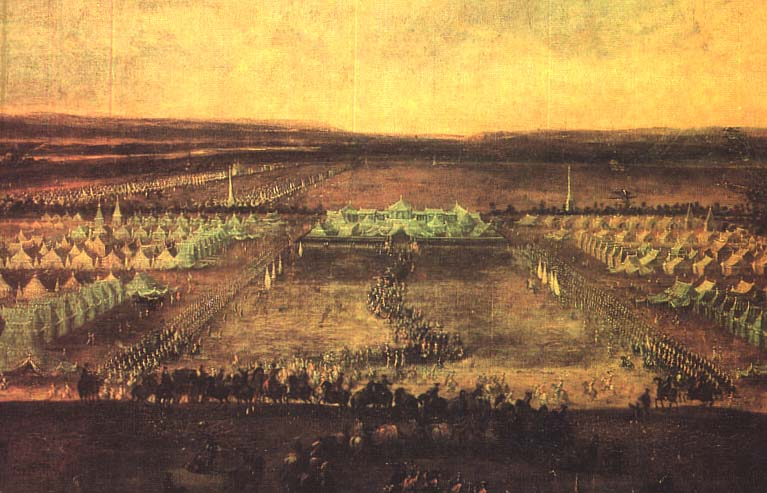
Lager bei Zeithain, Gemälde von Johann Alexander Thiele, 1730

Im Sommer 1730 führte August II. im Zeithainer Lustlager, dem „Spektakel des Jahrhunderts“, unter dem Motto Sic fulta manebit. Sic pax („Auf solches (gemeint ist die Armee) gestützt, bleibt der Friede“) 48 geladenen europäischen Fürsten und deren Militärs eine starke, 30.000 Mann umfassende Armee in Manöveraktionen vor. Die Truppenschau, zu der die gesamte sächsische Armee angerückt war, dauerte einen Monat lang und war begleitet von großartigen Festlichkeiten, abgeschlossen mit einem mehrstündigen Feuerwerk auf der Elbe. Organisiert vom Generalfeldmarschall Wackerbarth, wurde nicht nur Sachsens militärische Leistungsfähigkeit, sondern auch der hohe Stand der sächsischen Kunst und Kultur zur Schau gestellt. Der Soldatenkönig Friedrich Wilhelm I. in Preußen, notierte hierzu anerkennend: „Die drei Regimenter Kronprinz gut, Weißenfels gut, sehr gut. Pflugk sehr miserabel, schlecht. Befehlsgebung gut. Von der Kavallerie habe ich Kommandos gesehen, die finde ich sehr propre“ – Bemerkungen, aus denen bereits das Interesse spricht, Auskunft über die militärischen Schwachstellen des südlichen Nachbarn zu gewinnen. Der ebenfalls anwesende preußische Kronprinz Friedrich, der mit seinem tyrannischen Vater im Streit lag, versuchte aus Zeithain zu fliehen. Doch wurde dieser erste Fluchtversuch durch Heinrich von Brühl verraten und vereitelt; Friedrich Wilhelm I. verprügelte Friedrich vor der versammelten höfischen Gesellschaft unter Beisein Brühls. Dies dürfte zu seiner Abneigung gegen Brühl und Sachsen sowie später zu seinem rücksichtslosen Vorgehen gegen das durch Brühl regierte Land im Siebenjährigen Krieg beigetragen haben.

### Legendäre Kraft und Tod des Herrschers

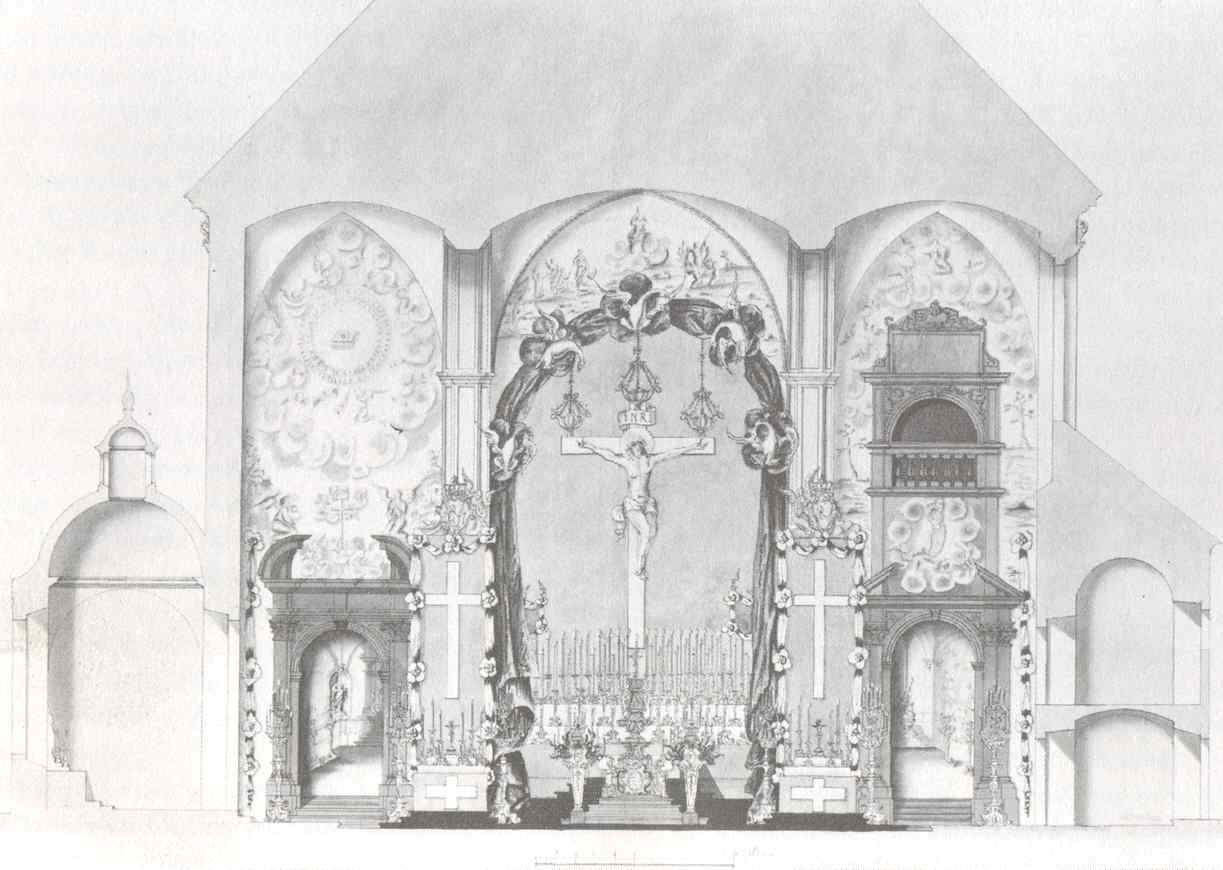
Castrum doloris für August den Starken in Warschau (Joachim Daniel Jauch 1733)

Der König war mit 1,76 Metern Körpergröße für einen Mann seiner Zeit überdurchschnittlich großgewachsen. Sein Beiname „der Starke“ bezieht sich auf die mitunter zur Schau gestellte körperliche Kraft. So soll er am 15. Februar 1711 ein Hufeisen mit den bloßen Händen zerbrochen haben. Darüber ließ er ein Zertifikat anfertigen und Hufeisen sowie Zertifikat in der Kunstkammer aufbewahren. Seine Stärke wird bisweilen mit seiner entfernten Vorfahrin Cimburgis von Masowien verglichen, die mit bloßer Hand Eisennägel aus der Wand gezogen und Heufuder gestemmt haben soll. August kam seine Körperstärke auch als Symbol zustatten: Auf dem Dach des Wallpavillons im Dresdner Zwinger steht Balthasar Permosers Hercules Saxonicus, der die Weltkugel trägt, die Figur ist 5,5 Tonnen schwer. Im Barockgarten Großsedlitz ließ August eine Kopie des Herkules Farnese aufstellen.

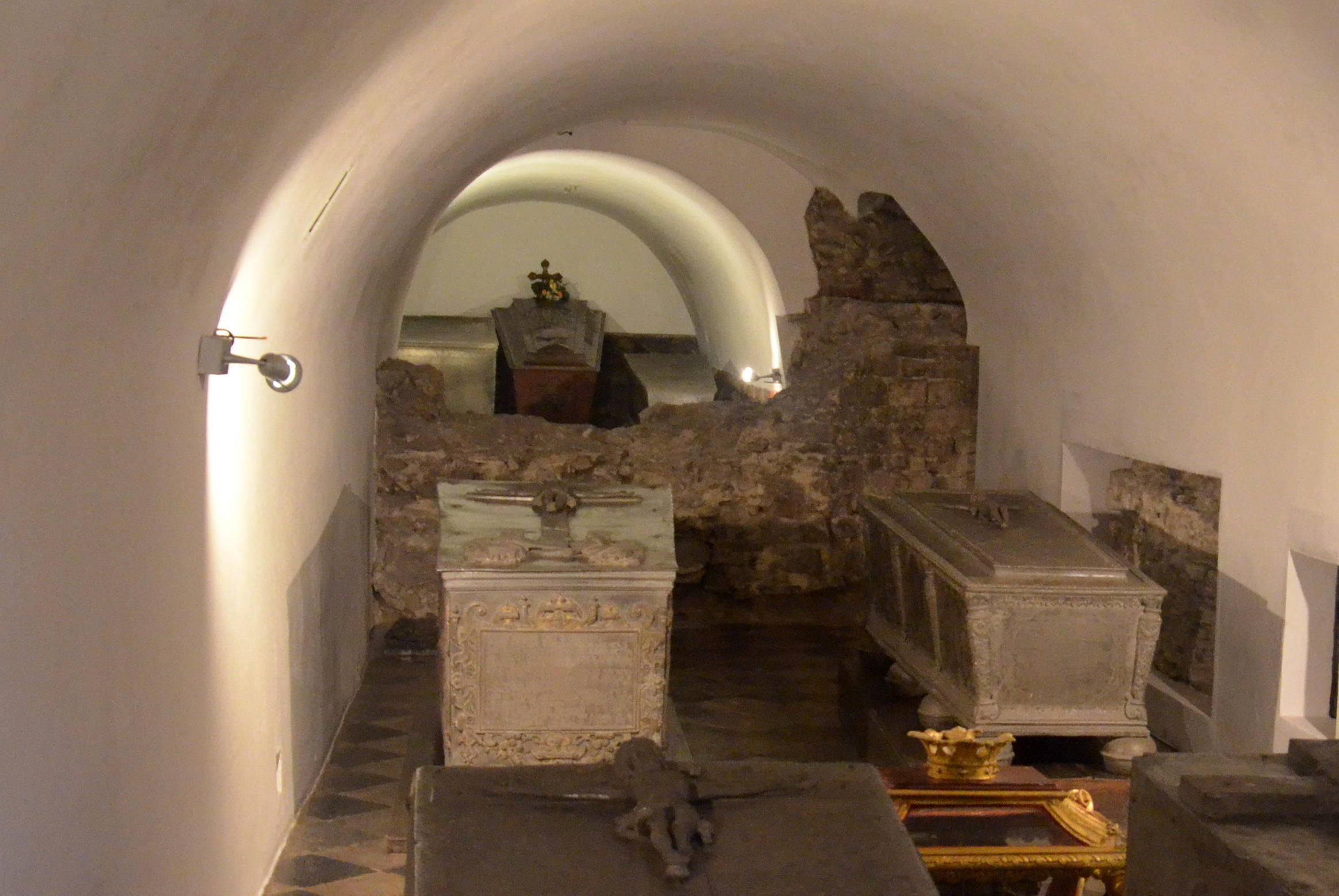
Sarkophag August des Starken in den Königsgräbern auf dem Wawel

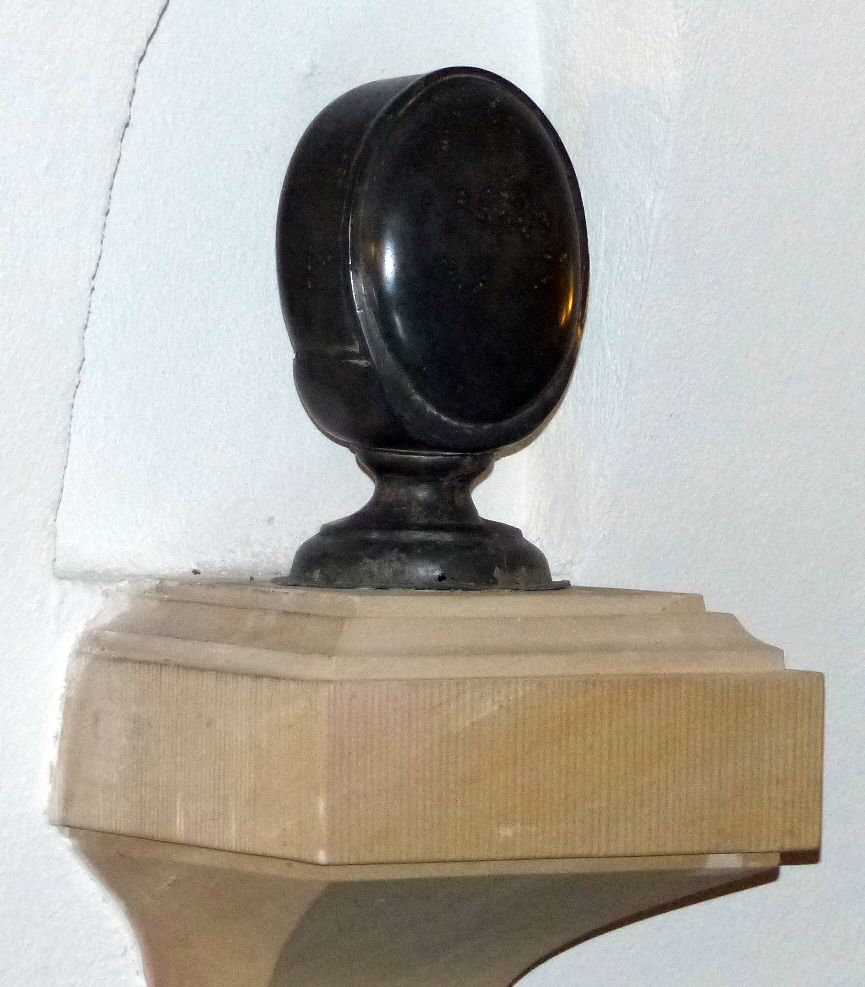
Kapsel mit dem Herz Augusts des Starken in der Hofkirche in Dresden

August litt unter Diabetes mellitus – weshalb ihm bereits eine Zehe amputiert werden musste –, Bluthochdruck, Fettstoffwechselstörungen und wog zuletzt über 110 Kilogramm. Er starb am 1. Februar 1733 um 4 Uhr nach einem Schwächeanfall im Alter von 62 Jahren in Warschau und wurde am 25. Januar 1734 im Beisein seines Sohnes in der Königskrypta der Wawel-Kathedrale des Schlosses zu Krakau feierlich beigesetzt. Seine Eingeweide wurden separat in einer Urne in der Warschauer Kapuzinerkirche zur Verklärung des Herrn bestattet.
Sein Herz kam auf eigenen Wunsch in einer silbernen, innen vergoldeten Kapsel nach Dresden, wo es zunächst in der alten katholischen Hofkirchenkapelle zwischen Schloss und Taschenbergpalais aufbewahrt wurde, bis es dann in einer Mauernische der 1755 fertiggestellten Stiftergruft der Katholischen Hofkirche seinen endgültigen Platz fand (Getrennte Bestattung).
Sein Tod zog eine Flut an Trauer- und Lobgedichten von den dazu verpflichteten Hofpoeten nach sich. Größere Bekanntheit erlangte darunter die durch den in Hamburg akkreditierten sächsisch-polnischen Gesandten sowie den Hamburger Rat kommissionierte Arbeit des Theologiestudenten Zimmermann, die von Telemann für Unsterblicher Nachruhm Friederich Augusts von 1733, fälschlich auch Serenata eroica genannt, die Trauermusik für August den Starken, verwendet wurde.
Eine Büste von ihm wurde Anfang des 19. Jahrhunderts in der Bayerischen Walhalla aufgestellt.

## Blüte von Kunst, Kultur und höfischen Vergnügungen

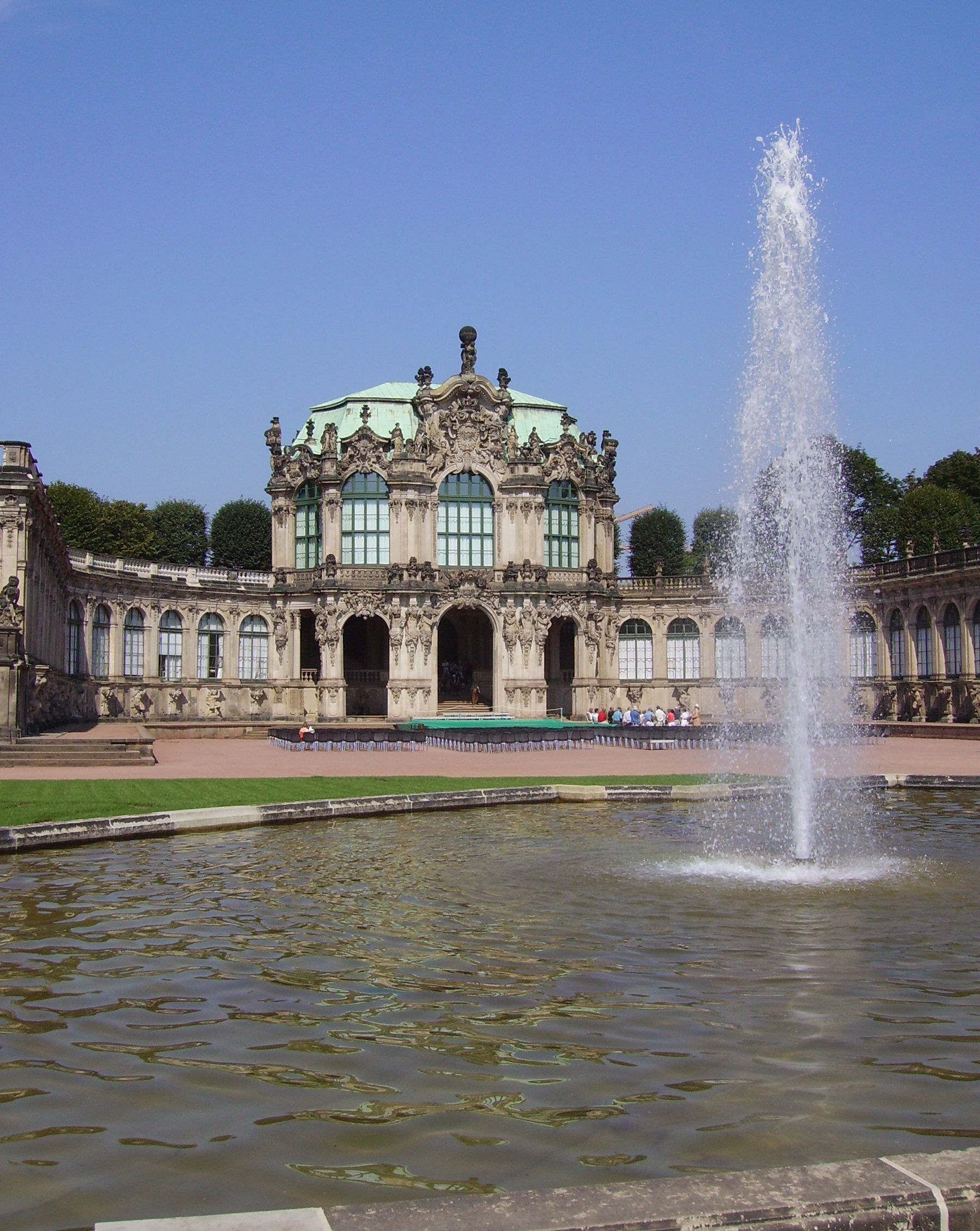
Dresdner Zwinger

August ließ seine Residenzstädte in Dresden (daher der Beiname „Elbflorenz“) und Warschau – allerdings zulasten anderer sächsischer Städte und Regionen – zu den prächtigsten Europas ausbauen. Obwohl August bis an sein Lebensende Pöppelmann immer neue und großartigere Entwürfe für den Bau eines gewaltigen neuen Residenzschlosses machen ließ, welches Schönbrunn übertroffen und an Versailles mindestens herangereicht hätte, wurden diese Planungen, derentwegen der Zwinger vorläufig eine offene Seitenflanke behielt, stets aus Geldmangel aufgeschoben. Denn wichtiger war der Kult des schönen Augenblicks, die öffentliche Bestätigung des L’État, c’est moi, wie sie sich vor allem in den ständigen höfischen Festen manifestierte, deren Programme, Kostüme und Kulissen der König meist selbst mit entwarf. Während er – nach seiner Überzeugung vorläufig – weiterhin im barock umgestalteten Residenzschloss wohnte, nutzte er den Zwinger und den Großen Garten oder auch den Barockgarten Großsedlitz für rauschende Hoffeste, die wie ein beständiges Schauspiel ihn selbst als Hauptperson in den Vordergrund stellten, ganz wie es Ludwig XIV. vormachte. Vorbilder gab es aber auch in Rom, wo Bernini nicht nur ein großer Bildhauer und Architekt, sondern auch ein gefragter Festdekorateur war; auch die antiken römischen Arenen waren für groß inszenierte Spiele und Feste mit politischem Programm errichtet worden und die Mythen des römischen Weltreichs boten August dem Starken die Vorlagen für seine Kostümfeste und Umzüge. Die Festkultur der europäischen Höfe, mit Dresden als deutschem Höhepunkt, erreichte in der Barockzeit einen weder vorher noch nachher je gesehenen Glanz, in denen die Majestät von Gottes Gnaden sich selbst der öffentlichen Verehrung ausstellte – nicht nur der Verehrung der höfischen Gesellschaft, welche bei diesen für sie nicht nur amüsanten, sondern wohl oft auch anstrengenden, meist tage- und nächtelangen Festlichkeiten auf eigene Kosten aufwändig kostümiert als Statisten in Erscheinung zu treten hatte, sondern vor allem der des Volkes, das dabei unbefangen zuschauen durfte und auf diese Herrlichkeiten mit Freudengetümmel reagierte. Man nahm das Zeremoniell als Bild mit nach Hause und konnte sich auf diese Weise unter dem Staat, in der Person des absoluten Königs, etwas ganz Konkretes vorstellen.
Zu Beginn seiner Herrschaft ab 1694 konzentrierte sich August somit auf die Organisation programmatischer Festlichkeiten, bei denen der Monarch selbst immer die Hauptrolle spielte, wozu er den Großen Garten durch Johann Friedrich Karcher erweitern und ausgestalten ließ. Im Dresdner Schloss konnte er nach dem Brand von 1701, der den Georgenbau und den Ostflügel zerstört hatte, im zweiten Obergeschoss eine barocke Enfilade anlegen, die Königlichen Paraderäume, zu der auch Turmzimmer, Audienzgemach, Porzellanzimmer und Paradeschlafzimmer gehören und die im Thronsaal endet. Jedoch waren die ersten beiden Jahrzehnte seiner Regierung hauptsächlich geprägt durch den kostspieligen Erwerb der polnischen Königskrone 1697 und den noch weitaus kostspieligeren Großen Nordischen Krieg von 1700 bis 1721. Dies hielt ihn aber nicht von Planungen ab. Es war eine Leidenschaft Augusts des Starken, fortwährend neue Bauprojekte zu entwerfen, von denen er aus finanziellen Gründen jedoch nur einen kleinen Teil realisieren konnte. Unzählige Entwürfe aus seiner Hand sind erhalten, oft ließ er sie von Architekten auch genauer ausarbeiten, darunter geradezu phantastische Projekte. Jedoch realisierte er nach und nach auch Bauwerke, die er teilweise jahrzehntelang geplant, skizziert, von verschiedenen Architekten ausgearbeitet und immer wieder geändert hatte. Den 1701 geplanten Dresdner Zwinger ließ er 1709 zunächst aus Holz errichten, wodurch er als Festplatz bereits benutzbar war, und ließ ihn ab 1711 nach und nach durch Steinbauten ersetzen. Schloss Moritzburg, ursprünglich ein kleines Jagdschloss für die Hofjagden, ließ er nach Plänen, die er bereits 1703 entworfen hatte, erst 1723–1733 grandios erweitern, nachdem der Große Nordische Krieg 1721 beendet war. Bereits mit dem Tod des schwedischen Königs Karl XII. im Dezember 1718 hatte sich das Kriegsende abgezeichnet und hatten Friedensverhandlungen zwischen den europäischen Großmächten begonnen, die sich drei Jahre hinzogen. Dies war nun der Startschuss für die Realisierung der lange geplanten Bauvorhaben Augusts, die fast alle gleichzeitig anliefen.

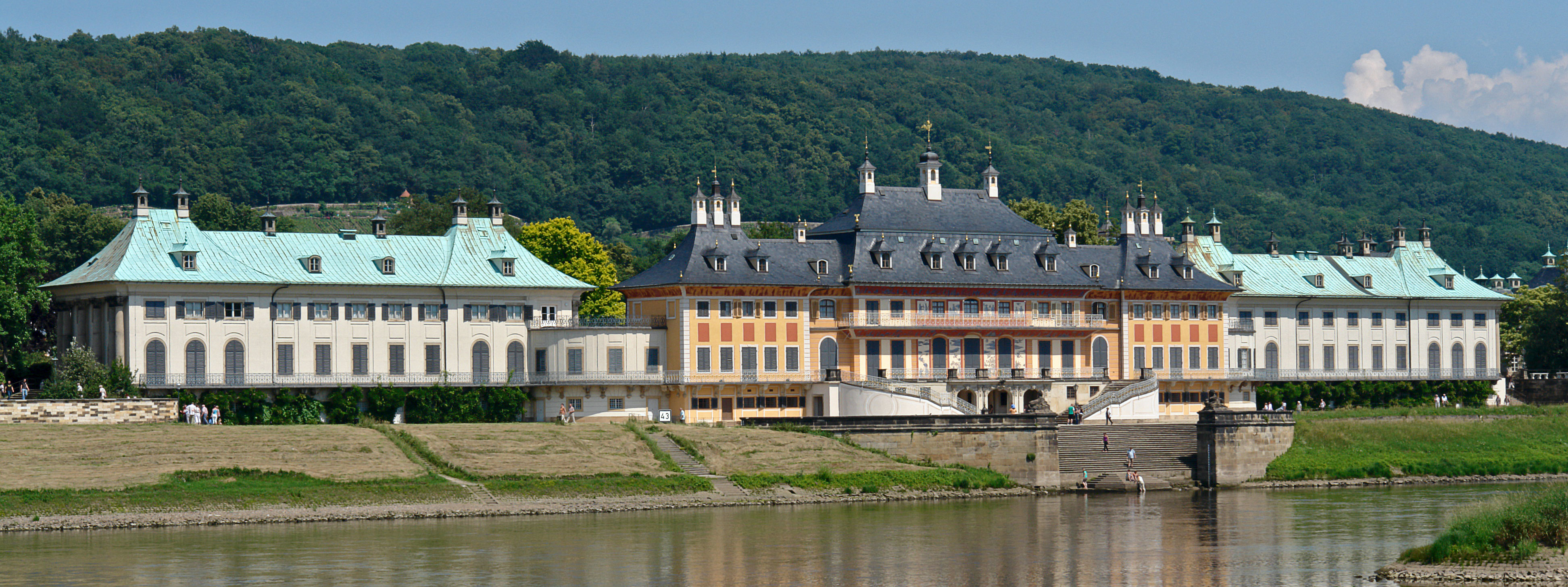
Schloss Pillnitz an der Elbe, Wasserpalais

1719 wurde das Opernhaus am Zwinger eröffnet, das als Mittelpunkt der Hofbälle und Opernaufführungen in der Karnevalssaison diente. Das ab 1720 erbaute Schloss Pillnitz diente für die Wasserfeste auf der Elbe; entlang des Flusses sollten – nach venezianischem Vorbild des Canal Grande – Prachtbauten aufgereiht werden wie an einer Perlenkette. Nach Pillnitz fuhr man im Sommer mit Gondeln und Prunkschiffen. Die große Anlage, bestehend aus einem Wasserpalais und einem Bergpalais, wollte August mit Parkanlagen und Staffagebauten erweitern bis auf die Elbanhöhen hinauf, was er jedoch nicht realisierte. Den Barockgarten Großsedlitz legte ab 1719 Wackerbarth an, August erwarb ihn 1723 und ließ ihn zu einem 18 Hektar großen Barockgarten im französischen Stil erweitern. Er diente den alljährlichen Festlichkeiten zur Verleihung des polnischen Weißen Adlerordens. In die Hoflößnitz lud August seine Jagdgesellschaften ein, um dort nach der Weinlese Tanzfeste mit Weinausschank zu veranstalten. Eigens für den Zweck der herbstlichen Parforcejagden, an denen August großen Gefallen fand, wurde der wildreiche Wermsdorfer Wald nach französischem Vorbild durch ein Wegenetz umgestaltet und 1721–24 der Bau des Neuen Jagdschlosses Hubertusburg veranlasst.
In Warschau residierte August zunächst bis 1700 im barocken Wilanów-Palast, den er umbauen ließ, während das alte Warschauer Königsschloss erst durch seinen Sohn im Rokokostil erweitert wurde. 1713 erwarb er das Sächsische Palais (1944 zerstört) und ließ es im Zuge der Errichtung der Sächsischen Achse, einer städtebaulichen Neuordnung, umgestalten. Der Ausbau wurde von den sächsischen Architekten Carl Friedrich Pöppelmann und Joachim Daniel von Jauch bis 1724 vorgenommen. August ließ auch den Sächsischen Platz und den Sächsischen Garten, letzteren 1713 durch Johann Christoph von Naumann, anlegen. Teilweise pachtete er in Polen auch Schlösser, da das Bauen durch die Verhältnisse in dem Land erschwert wurde, so dass sein Werk hier kaum über das großer Magnaten hinausragt.
Neue Bauvorschriften (wie die 13 „Flemmingschen Baupunkte“ von 1708, Karchers Bauordnung von 1710 sowie eine weitere von 1720) regelten die städtebauliche Umwandlung der einstigen Renaissance-Stadt Dresden in eine Barockstadt (dabei verschwanden viele der schmalen Giebelhäuser der Gotik und Renaissance), forderten die ausschließliche Steinbauweise und schrieben die Anzahl und Höhe der Stockwerke sowie eine Vereinheitlichung der Verputzfarbe vor. Sie kam vor allem beim barocken Wiederaufbau der Neuen Königsstadt zur Anwendung, aber auch im Bereich des Neumarktes entstanden neue Straßenzüge mit einheitlichem Erscheinungsbild. Der Ingenieuroffizier August Christoph von Wackerbarth leitete ab 1697 das kurfürstlich-sächsische Bauwesen und wurde 1706 Generalintendant der Zivil- und Militärgebäude sowie Vorgesetzter des zivilen Oberbauamts; als faktischer „Bauminister“ sowie Diskussionspartner des Königs bei all seinen Ideen, wurde er zum „Regisseur des Dresdner Barock“ (Fritz Löffler).
August hatte die im Jahre 1560 gegründete Kunstkammer geerbt, mit diversen Sammlungen, wie sie an bedeutenden Höfen üblich waren, darunter eine Gemäldesammlung, eine Skulpturensammlung und eine Wunderkammer. Er erweiterte sie systematisch durch Zukäufe, denn er sah Kunst- und Wissenschaftsobjekte ebenfalls als Teil seiner glanzvollen Inszenierung. Daher wurden sie nicht hinter Schlossmauern versteckt, sondern öffentlich ausgestellt. Als eine der ersten deutschen Städte besaß Dresden damals öffentlich zugängliche Museen, die zum Vorbild vieler anderer (zum Beispiel in Wien und München) wurden; heute sind sie Bestandteile der Dresdner Kunstsammlungen. Der König ließ keine Eintrittsgebühren erheben, erwartete aber „Trinkgelder“, deren Verteilung unter den Bediensteten er genau regelte.

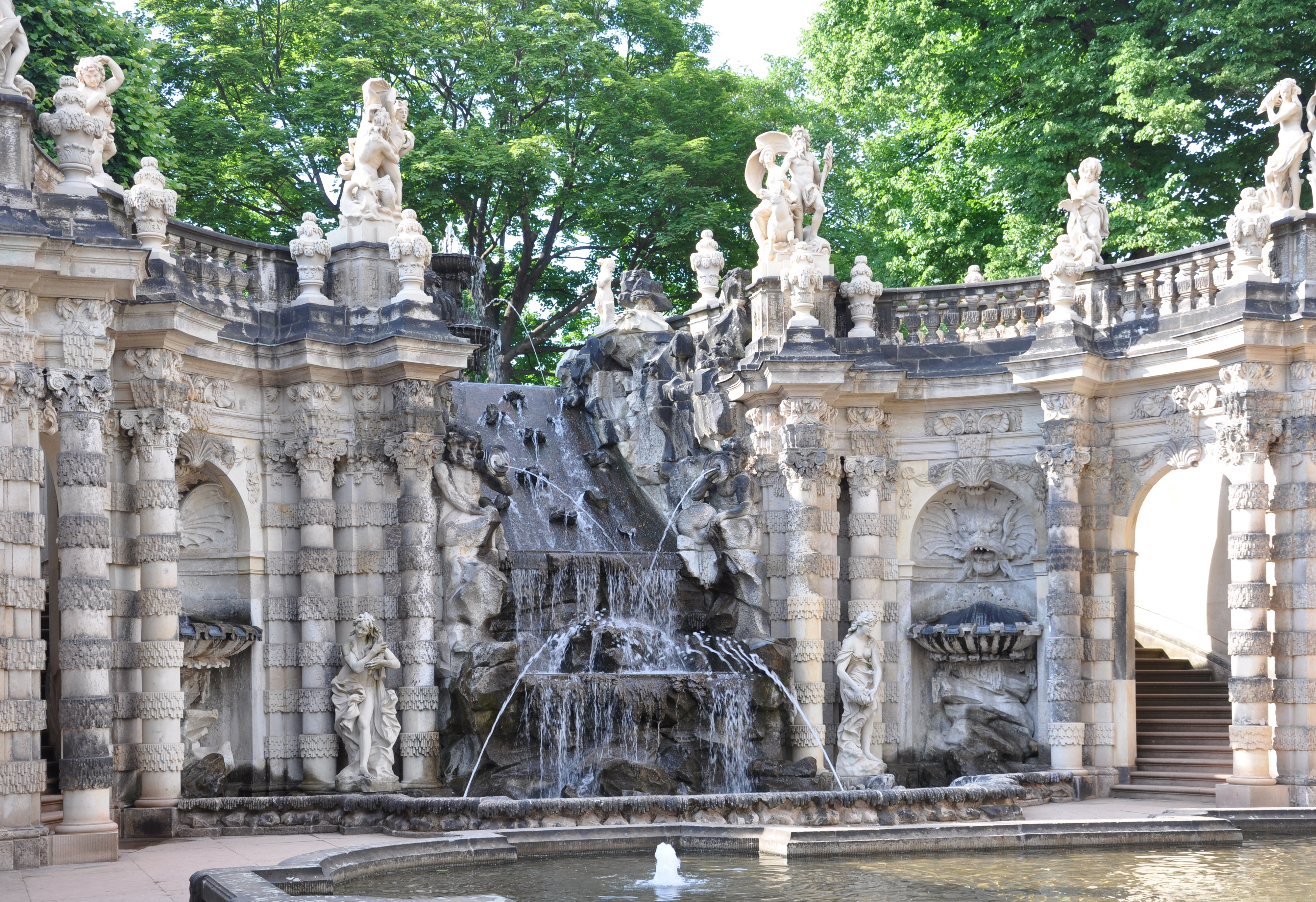
Nymphenbad

Im Zwinger, den er seit 1701 als Festkulisse geplant und dann 1709 zunächst aus Holzbauten hatte errichten lassen, bis ihn ab 1711 der Landesbaumeister Matthäus Daniel Pöppelmann und der Bildhauer Balthasar Permoser bis 1728 in heutiger Form schufen, brachte er zunächst die Orangerie unter. Doch verlegte er diese Sammlung seltener südländischer Gewächse dann in Der Herzogin Garten und brachte 1728 die Koeniglichen Naturalien-Galerien und Curiositaeten-Cabinete im Zwinger unter; darunter Teile der Wunderkammer sowie viele Objekte, die heute in den Staatlichen Naturhistorischen Sammlungen zu sehen sind. Außerdem gliederte er 1724 aus der Rüstkammer und anderen Sammlungsteilen das „Königliche Cabinet der mathematischen und physikalischen Instrumente“ aus (den heutigen Mathematisch-Physikalischen Salon) und verlegte es ebenfalls in den Zwinger; diese Sammlung begründete das regionale Feinhandwerk, das später Manufakturstätten wie Glashütte hervorbrachte. Es sind handschriftliche Zeichnungen von ihm erhalten, in denen er einzeln anordnet, welche Themen in welchen Räumen des Zwingers ausgestellt werden sollen; er achtete auch auf passendes Raumdekor. Das grottenartige Wassertheater des Nymphenbades gehört zu den schönsten barocken Brunnenanlagen, ist aber nur eine vergleichsweise kleine Ausführung der ursprünglich beabsichtigten Wasserspiele mit einer großen Ringkaskade.
Seine Juwelen und Silberpreziosen präsentierte er – nicht nur seinen Gästen – im Erdgeschoss seiner Residenz, in den zehn Räumen des dafür prächtig ausgeschmückten Grünen Gewölbes. Die berühmtesten Exponate bestellte er bei seinem Hofgoldschmied Johann Melchior Dinglinger. Allein für den zwischen 1701 und 1708 geschaffenen Tafelaufsatz „Hofstaat zu Delhi am Geburtstag des Großmoguls Aurang-Zeb“, mit 137 Personen und zusätzlichen Tieren, verziert mit 5223 Diamanten, 189 Rubinen, 175 Smaragden, einem Saphir und 53 Perlen, gab er 58.485 Reichstaler aus, was dem Jahressold von 1000 Beamten entsprach.
Viele Werke der heutigen Gemäldegalerie Alte Meister schmückten seine Schlösser; August begann, systematisch zu sammeln, was sein Sohn mit dem Erwerb weltberühmter Werke krönte. Diese Werke kamen dann zunächst in das zur Gemäldegalerie umgebaute Stallgebäude am Neumarkt (das Johanneum), später in die Sempergalerie. Das Kupferstich-Kabinett ging 1720 als eigenständiges Museum für Grafik und Zeichnung aus der Kunstkammer hervor; es ist damit das älteste Museum für graphische Künste im deutschsprachigen Raum; es befindet sich im Residenzschloss. Das Münzkabinett, für das er zwei Sammlungen antiker Münzen hinzuerwarb, wurde später im Taschenbergpalais untergebracht, heute ist es im Georgenbau des Residenzschlosses zu sehen. Die Rüstkammer verlegte er 1722 in die „Geheime Kriegskanzlei“, da er das Stallgebäude für die Aufnahme der Gemäldesammlung vorgesehen hatte. Heute befindet sie sich ebenfalls im Residenzschloss und enthält eine einmalige Sammlung historischer Rüstungen und Waffen, darunter den Felddegen von Peter dem Großen und das polnische Krönungsornat, das August 1697 bei seiner Königskrönung in der Wawel-Kathedrale trug.

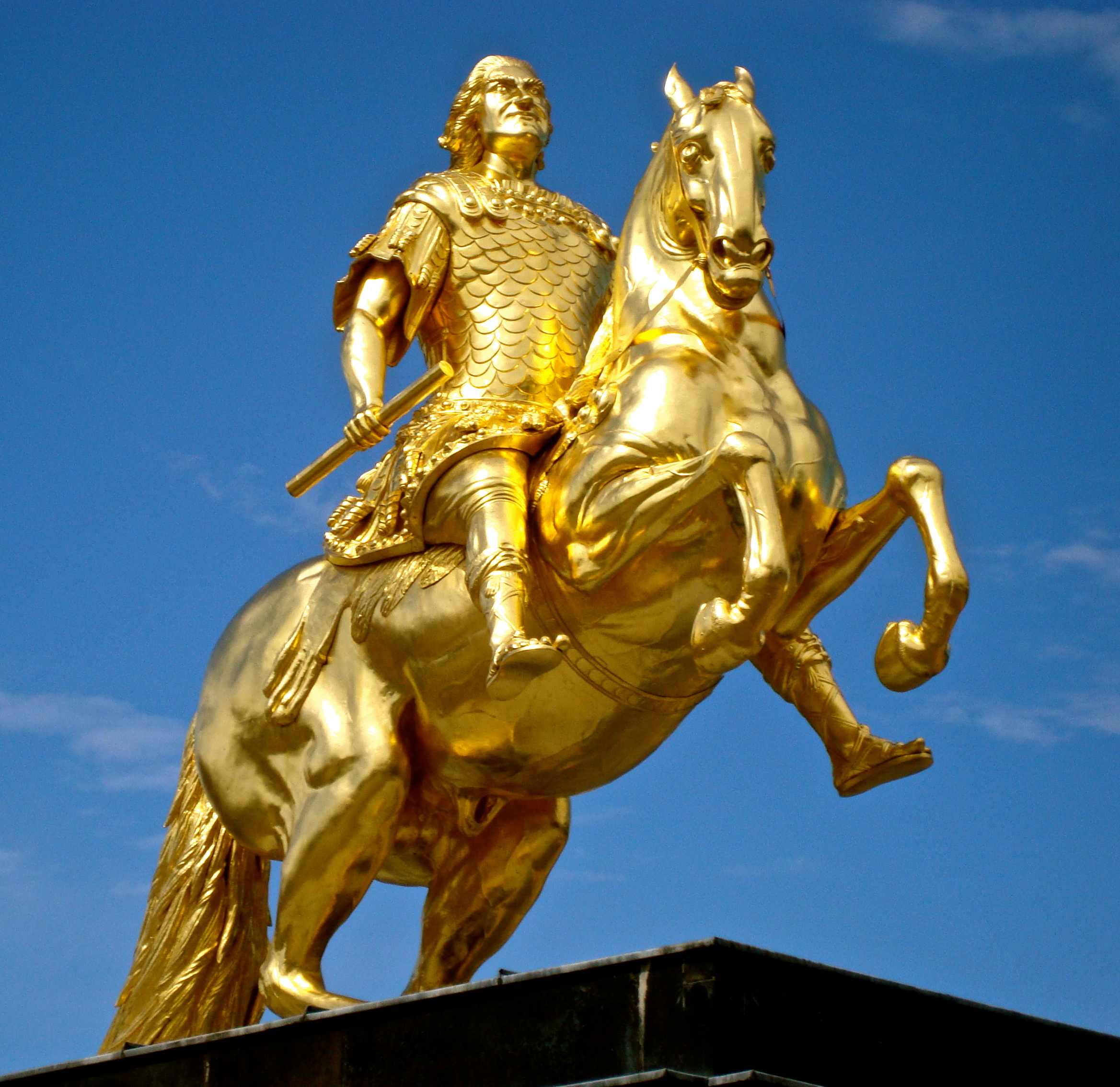
„Goldener Reiter“ – Reiterstandbild Augusts des Starken in Dresden-Neustadt

Als von Tschirnhaus und Böttger das Geheimnis der Porzellanherstellung entdeckt hatten und August daraufhin 1710 die Manufaktur Meißen gegründet hatte, erwarb er 1717 das Japanische Palais als Lustschloss, das zum „Porzellanschloss“ werden sollte. Den Garten ließ er mit 100 prachtvollen Marmorskulpturen ausstatten und schenkte das Palais 1719 seiner Schwiegertochter zur Hochzeit. Als letztes seiner Bauprojekte ließ er es von 1729 bis 1733 zur Vierflügelanlage erweitern, um dort seine umfangreiche Sammlung ostasiatischen Porzellans auszustellen, den Grundstock der Dresdner Porzellansammlung, die heute im Zwinger zu sehen ist. Dort kann man Vasen und andere Gefäße aus chinesischem Porzellan der Kangxi-Ära sehen, von denen August in einem Tauschgeschäft mit dem Soldatenkönig 151 Stück erhielt, als er 1717 diesem 600 sächsische Landeskinder inklusive Pferden und Ausrüstung als Dragoner-Regiment überließ, darunter die besonders prachtvollen sogenannten „Dragonervasen“. Umgekehrt stimulierte der Bau des „Porzellanschlosses“ die Produktion von Augusts eigener Meißener Manufaktur; sie lieferte insgesamt 35.798 Stück Porzellan für das Japanische Palais.
1728 erwarb er 160 antike Skulpturen aus dem Nachlass des römischen Fürsten Agostino Chigi und 34 Werke aus der Sammlung von Kardinal Alessandro Albani. Die damit begründete Antikensammlung (heutige Dresdner Skulpturensammlung) stellte er ab 1729 im Palais im Großen Garten aus; heute ist sie im Semperbau am Zwinger zusammen mit den Werken der Gemäldegalerie Alte Meister zu sehen. Die augusteische Malerschule, die sich 1705 gebildet hatte, institutionalisierte sein Enkel Kurfürst Friedrich Christian 1764 als „Allgemeine Kunst-Akademie der Malerei, Bildhauer-Kunst, Kupferstecher- und Baukunst“ (heutige Hochschule für Bildende Künste Dresden). Dank der Sammelleidenschaft Augusts und seines Sohnes gehören die Dresdner Sammlungen, die die Bombardierungen durch die Preußen im 18. Jahrhundert ebenso überstanden haben wie die Napoleonischen Kriege und später die Luftangriffe auf Dresden, seitdem zu den reichsten und größten Europas.

### Künstler am Hofe Augusts des Starken

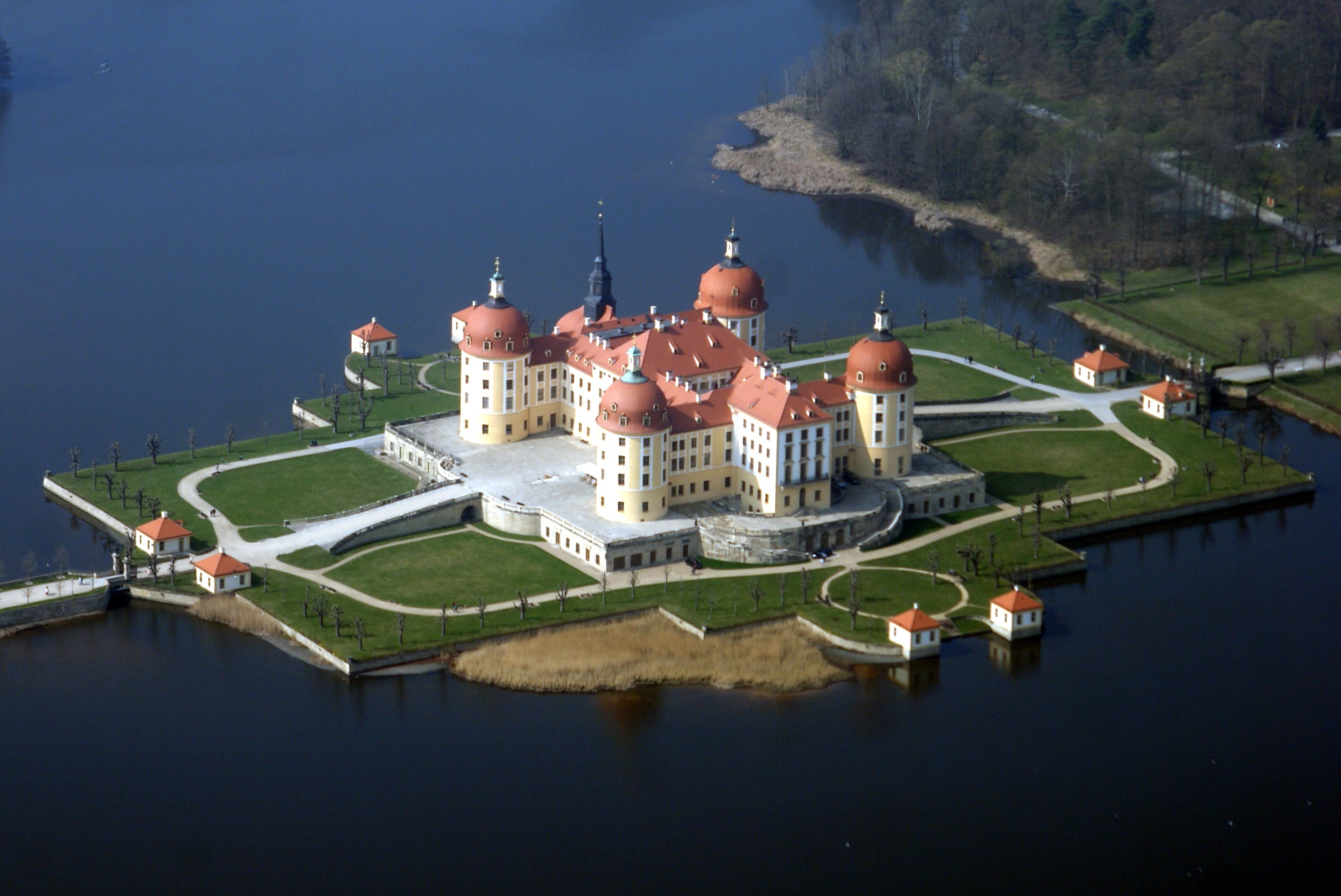
Schloss Moritzburg

Am sächsischen Hof waren bedeutende Künstler aus vielen Ländern Europas tätig, und alles in allem konnte er Dresden zur führenden deutschen Kulturmetropole des Barock gestalten (Dresdner Barock).
Unter seiner Herrschaft wirkten unter vielen anderen:
- die Komponisten Benda, Buffardin, Hasse, Hebenstreit, Heinichen, Lotti, Pisendel, Quantz, Ristori, Schmidt, Veracini, Volumier, v. Westhoff, Weiss, Zelenka sowie mehrere Mitglieder der Familie Bach in der kurfürstlich-sächsischen und königlich-polnischen Kapelle
- die Dichter, Philosophen, Juristen und Ärzte Beckh, C. H. v. Berger, J. G. v. Berger, J. H. v. Berger, J. W. v. Berger, v. Besser, Dedekind, Glafey, Gribner, Günther, v. Heucher, v. König, Mencke, Schirmer, Trömer und v. Zinzendorf,
- der Kartograf Zürner,
- die Bildhauer, Baumeister, Holzschnitzer und Gebäudekünstler Bähr, de Bodt, Coudray, Dietze, Eigtved, Fäsch, Fritzsche, v. Göthe, Grone, Haase, Jauch, Jentzsch, Karcher, Kirchner, v. Klengel, Knöffel, Kretzschmar, Longuelune, v. Naumann d. Ä., Permoser, le Plat, M. D. Pöppelmann, Schumann, Schwarze und Thomae
- die Maler und Tapetenkünstler Bottschild, Ertel, Fehling, Grone, Mercier, J. A. Pöppelmann, Rossi und de Silvestre,
- der Orgelbauer Silbermann,
- der Kupferstecher Zucchi,
- der Glasschneider Noor,
- die Goldschmiede, Steinschneider, Juweliere und Emailleure Bolt, G. F. Dinglinger, J. M. Dinglinger, Ertel, Döring, Heermann, Hübner, Irminger, Köhler, Lücke d. Ä., Meyer und Triquet,
- die Glaskünstler und Erfinder des Porzellans in Europa Böttger und Tschirnhaus sowie
- die Porzellangestalter Höroldt und Kändler.

Seine legendären und fast ständig stattfindenden Bälle, Jahrmärkte, Tierhetzen, Maskeraden und Schützenfeste (etwa 60 im Jahr), wie die zu seinem Amtsantritt 1694 und den Jahrestagen zur Erlangung der polnischen Krone, die überschwängliche Begehung des Karnevals nach venezianischem Vorbild oder das ritterliche „Karussell der vier Teile der Welt“ mit Triumphwagen und verkleideten Protagonisten anlässlich des Besuches des Dänenkönigs Friedrich 1709, zu dessen Anlass sich August eigens eine goldene Sonnenmaske anfertigen ließ und bei dem sich der Hof unter anderem in bäuerlichen Kostümen und mit August als französischem Schankwirt an der Spitze ausgelassenen Zerstreuungen hingab, waren dagegen wohldurchdachte Staatsaktionen, verschlangen jedoch Unsummen (weit mehr als 25.000 Taler pro Jahr). Sie dienten, wie seine neuen Schlösser und Kunstsammlungen, der königlichen Selbstdarstellung nach dem Vorbild Ludwigs XIV. von Frankreich. Nach alter Tradition sorgte auch ein Hofnarr, der Österreicher Joseph Fröhlich, für die Aufheiterung des Königs und der Hofgesellschaft.

### Hochzeit des Sohnes Augusts des Starken

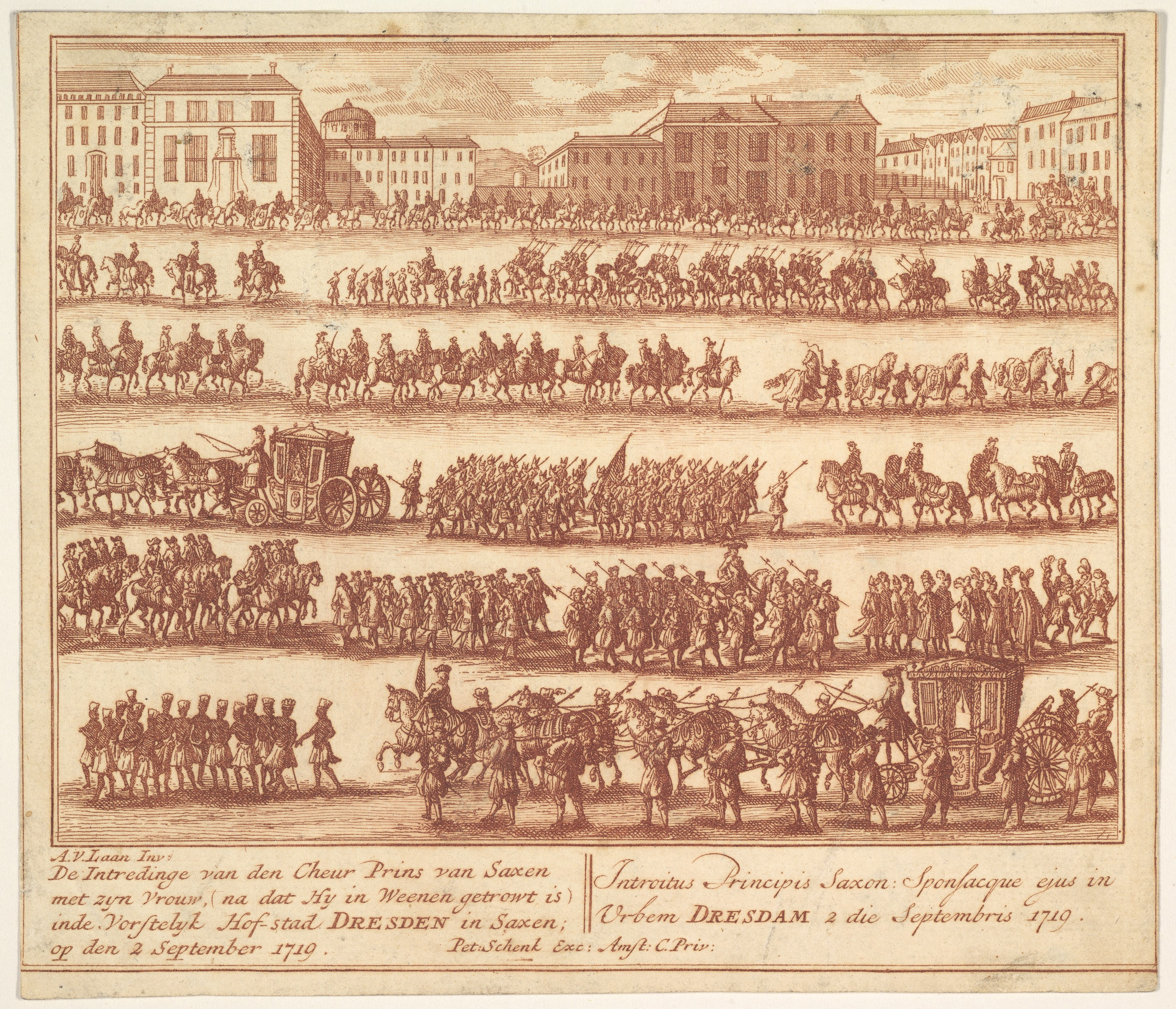
Einzug des Kurprinzen und seiner Gemahlin in Dresden am 2. September 1719

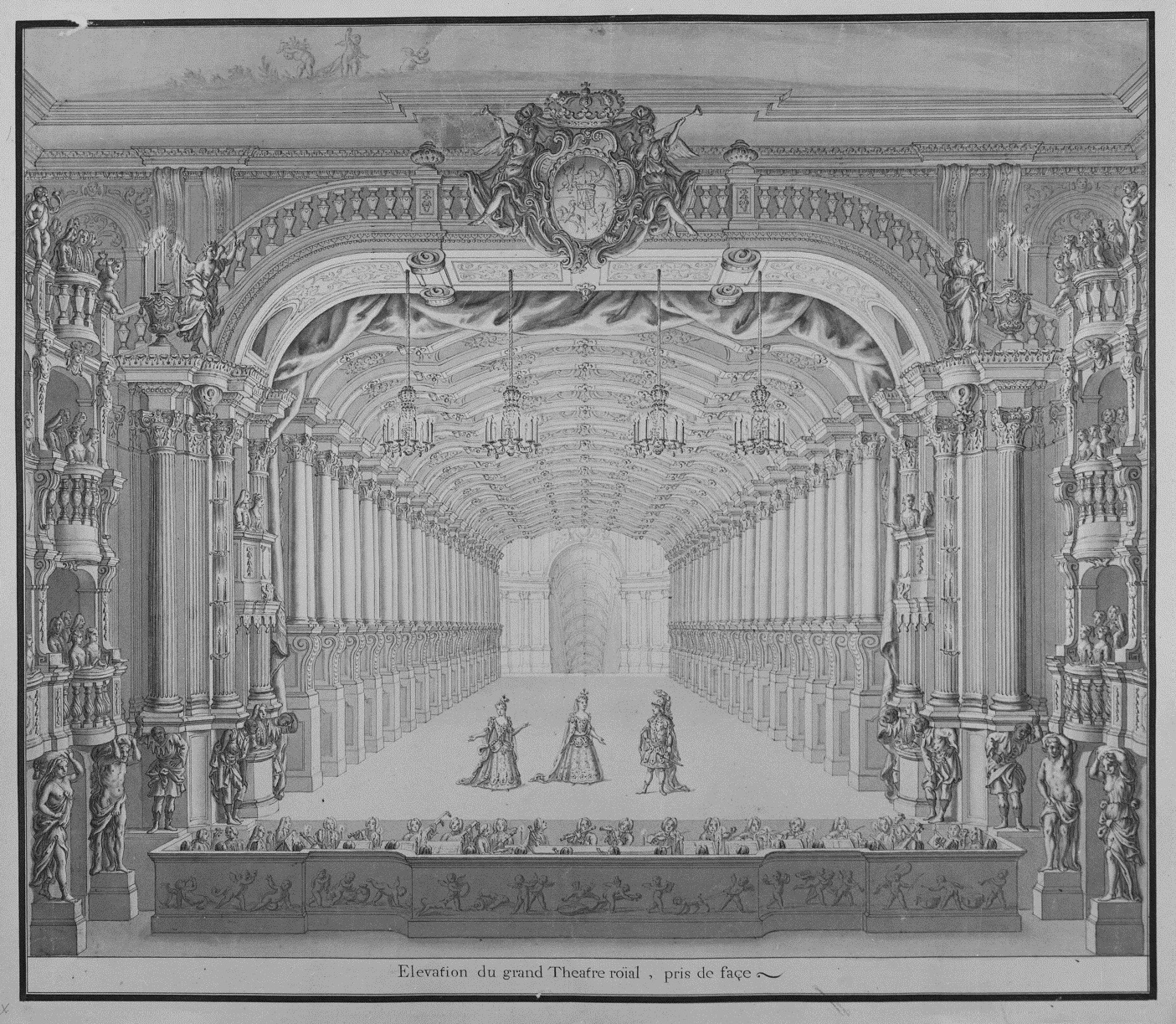
Aufführung der Oper „Teofane“ von Pallavicini und Lotti im Opernhaus am Zwinger am 13. September

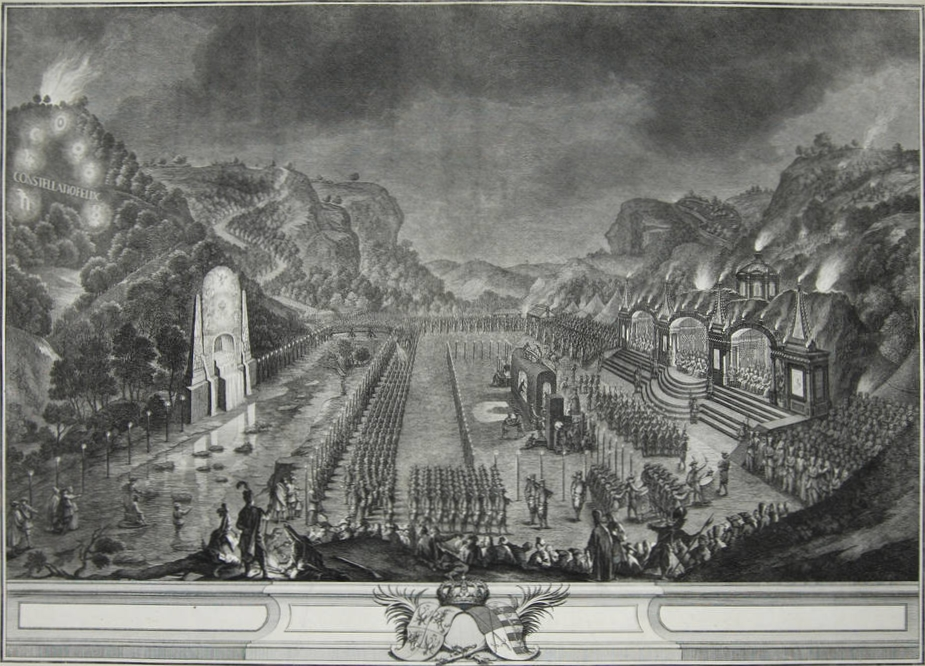
Das Saturnusfest im Plauenschen Grund. Rechts der Saturnustempel mit der Hochzeitsgesellschaft, links der illuminierte Weißeritzhang.

Die über 26 Tage währende und 6 Millionen Taler teure Hochzeit des Kurprinzen August mit der Kaisertochter Maria Josepha von Österreich ging 1719 besonders opulent vonstatten. Nicht nur mit der Wahl der Braut, die den Albertinern möglichst auch Ansprüche auf eine künftige Kaiserwahl eintragen sollte, sondern auch mit den Festlichkeiten wollte August in ganz Europa Aufsehen erregen und seinen Rang und Machtanspruch proklamieren. Es waren zuvor nicht nur Feste zu organisieren, sondern bedeutende Bauten wie der Zwinger, das Opernhaus am Zwinger, das Taschenbergpalais und das Holländische Palais zu erbauen, umzubauen oder mit Nachdruck zu vollenden. Über 1000 Gäste waren unterzubringen und zu verköstigen.
Die Braut, die am 2. September Pirna erreichte, ging an Bord des Bucentaur, einer Replik der venezianischen Staatsgaleere, und fuhr mit dieser, begleitet von anderen Prunkschiffen und -gondeln sowie mit Musik von Hebenstreit, Buffardin, Weiss, 6 Oboisten und 2 Hornbläsern, in Dresden ein. Das Brautpaar traf sich anschließend mit August auf der mit türkischen Zelten dekorierten Vogelwiese und hielt mit über 100 geschmückten Kutschen Einzug ins Residenzschloss. Die prunkvolle Parade wurde mit Trompeten- und Paukenmusik von den Triumphbögen und Kirchtürmen aus begleitet.
Am 3. September besuchte der Hof ein feierliches Te Deum mit Musik des Hoftrompetencorps in der Katholischen Hofkapelle. Während des Stückes wurden 330 Salutschüsse abgefeuert, gefolgt von einer Festtafel im Schloss, begleitet mit Hofkapellmusik und Singeinlagen sowie dem Besuch von Lottis Opera seria pastorale „Giove in Argo“ im neuen Opernhaus am Abend. Am 4. September folgten ein Tanzabend mit 94 Musikern im Riesensaal des Schlosses sowie französische („Ariane“), ferner italienische Theaterstücke am 5. und 6. September. Außerdem fand ein sog. „Kampf-Jagen“ statt: begleitet von Horn-, Trompeten- und Paukenklängen sowie über 4000 Besuchern wurden in einem hölzernen Amphitheater verschiedene wilde Tiere (2 Löwen, 1 Panther, 1 Pavian, 6 Bären, Wildschweine und Auerochsen) aufeinander losgelassen und dann von August und dem Brautpaar abgeschossen. Am 7. September wurde Antonio Lottis Oper „Ascanio overro Gli odi delusi dal sangue“ sowie ein italienisches Theaterstück aufgeführt.
Am 8. und 9. September fanden im Innenhof des Marstalls „Damen-Rennen“ und „Ringspiele“ sowie am Abend italienische Komödien und französische Tragödien („l’Inconnue“) statt. Am 10. September, dem Tag des Sonnenfestes, wurden Heinichens Festoratorium „La gara degli dei“ und später ein Feuerwerk, begleitet von 64 Trompeten, 8 Pauken und Tafelmusik, aufgeführt. Die Aufführung des französischen Theaterstücks „Hypermnestre“ folgte am 11. September. Am 12. September fand das Marsfest statt: Wettkämpfe zu Pferde und zu Fuß sowie am Abend Theater. Am 13. und 15. September wurde „Teofane“ im Opernhaus und „Li quattro elementi accompanimenti“ (beide von Antonio Lotti) im Schlossgarten aufgeführt – ergänzt durch französisches Theater am 14. September. Am 15. September dann das Fest des Jupiter mit einem „Karussell der vier Elemente“ – einer Pferdevorführung mit Militärmusik und italienischem Theater am Abend. Am nächsten Tag war Tanzabend, und am Tag darauf fand das Fest zu Ehren der Erdgöttin Erda statt, bei dem eine Aufführung von 300 Janitscharen mit 24 Mohren und 12 Heiden (deutschen und polnischen Lakaien) in türkischen Gewändern stattfand – am Abend „Nacht-Schießen“.
Die Serenate „Diana sul’ Elba“ von Johann David Heinichen zu Ehren der Jagdgöttin wurde am 18. September auf einem aufwändig dekorierten Schiff, in der Form einer riesigen Muschelschale, mit 4 „Nymphen“ an Bord und gezogen von 4 „Seepferdchen“, aufgeführt. In der anschließenden Wasser-Jagd wurden 400 Hirsche, Rehe und Wildschweine in die Elbe getrieben, um danach abgeschossen zu werden – am Abend italienisches Theater. Am 20. September fand das Merkurfest statt, das einen festlichen Umzug, die Aufführung einer italienischen Kantate, einen großen „Jahrmarkt der Nationen“, eine Messe und eine Lotterie im Zwinger umfasste – die Braut wurde in einem prächtigen Muschelwagen ins Festgelände eingefahren. Am folgenden Tag war Theater. Unter den vielen anderen Aktivitäten waren auch die Aufführung des französischen Divertissements „Les quatres saisons“ mit einem Text von Poisson und der Musik des Kapellmeisters Schmidt am Tage des Venusfests (23. September) unter freiem Himmel im Großen Garten, bei dem auch über 100 Angehörige des Hofes im Venustempel neben dem Palais selbst tanzten und zu der auch Georg Friedrich Händel aus London und Georg Philipp Telemann angereist waren – sicher auch, um das neue Opernhaus am Zwinger, das größte und prunkvollste seiner Zeit, zu sehen.
Zuletzt fand am 26. September im Plauenschen Grund das Saturnusfest statt, das eine Bergparade, ein üppiges Festbankett, eine Jagd, Vokalmusik und eine italienische Komödie umfasste. August gab ein aufwendiges Buch mit Kupferstichen von diesem Fest in Auftrag. Anschließend fand noch ein „Klopf-Jagen“ statt. Die Feierlichkeiten fanden mit weiteren Aufführungen von Antonio Lottis Oper „Ascanio“ am 24. und 29. September sowie von italienischem Theater am 28. September ein Ende.

## Rezeption
Jacob Heinrich von Flemming urteilte über August: „Die Fehler seiner Erziehung tragen Schuld daran, daß er einen schlechten Gebrauch von der Geschichte machte; er war geneigt, die schönen Seiten der Geschichte für die wahre Geschichte zu halten, und dies hatte zur Folge, daß es in seinem Tun viel Romanhaftes gab.“
Die erste filmische Darstellung des Herrschers erfolgte 1920 in dem Stummfilm Der galante König mit Rudolf Basil in der Titelrolle, Regie führte Alfred Halm. 1935/1936 folgte der Film August der Starke mit Michael Bohnen in der Titelrolle und Lil Dagover als seine Mätresse Aurora von Königsmarck. Regie führte Paul Wegener.
1970 zeigte das ZDF den Fernsehfilm August der Starke – Ein ganzes Volk nennt ihn Papa mit Martin Hirthe in der Hauptrolle und Korbinian Köberle als Regisseur.
In der Filmreihe Sachsens Glanz und Preußens Gloria (1985–1987) wurde er vom Schauspieler Dietrich Körner verkörpert. In Leander Haußmanns Stasikomödie (2022) verkleidet sich Erich Mielke für einen Maskenball als August der Starke, nachdem er den Film gesehen hat.
Außerdem wurde er 1984 in dem Fernsehspiel August der Starke (ZDF/ORF) von Gert Fröbe schauspielerisch dargestellt (Regie: Rudolf Nussgruber).

## Titel
August führte ab 1697 den großen Titel „Von Gottes Gnaden König in Polen, Großfürst in Litthauen, Reußen, Preußen, Masovien, Samogitien, Kyovien, Volhynien, Podolien, Podlachien, Lieffland, Smolenscien, Sewerien und Tschernikovien, erblicher Herzog zu Sachsen, Jülich, Cleve, Berg, Engern und Westphalen, des heiligen Römischen Reichs Erzmarschall und Churfürst, Landgraf in Thüringen, Markgraf zu Meißen auch Ober- und Unterlausitz, Burggraf zu Magdeburg, gefürsteter Graf zu Henneberg, Graf zu der Mark, Ravensberg und Barby, Herr zu Ravenstein etc.“. Eine derartige Fülle von Titeln war typisch bei Monarchen dieser Zeit und hatte eher dekorativen Stellenwert und beinhalteten auch Territorien, die sie nicht mehr oder niemals in ihrem tatsächlichen Besitz hatten. Sie wurden aus historischen Gründen („Sachsen, Engern und Westphalen“) geführt, als Erbansprüche aus dem Jülich-Klevischen Erbfolgestreit weitergeführt, oder waren von Vorfahren ererbt („Burggraf von Magdeburg“).

## Ehe, Mätressen und Nachkommen

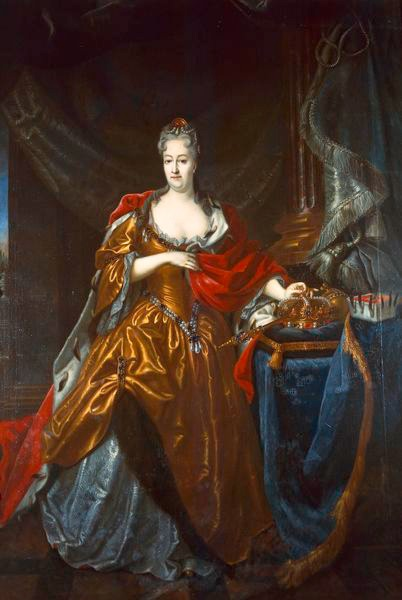
Christiane Eberhardine von Brandenburg-Bayreuth, Ehefrau

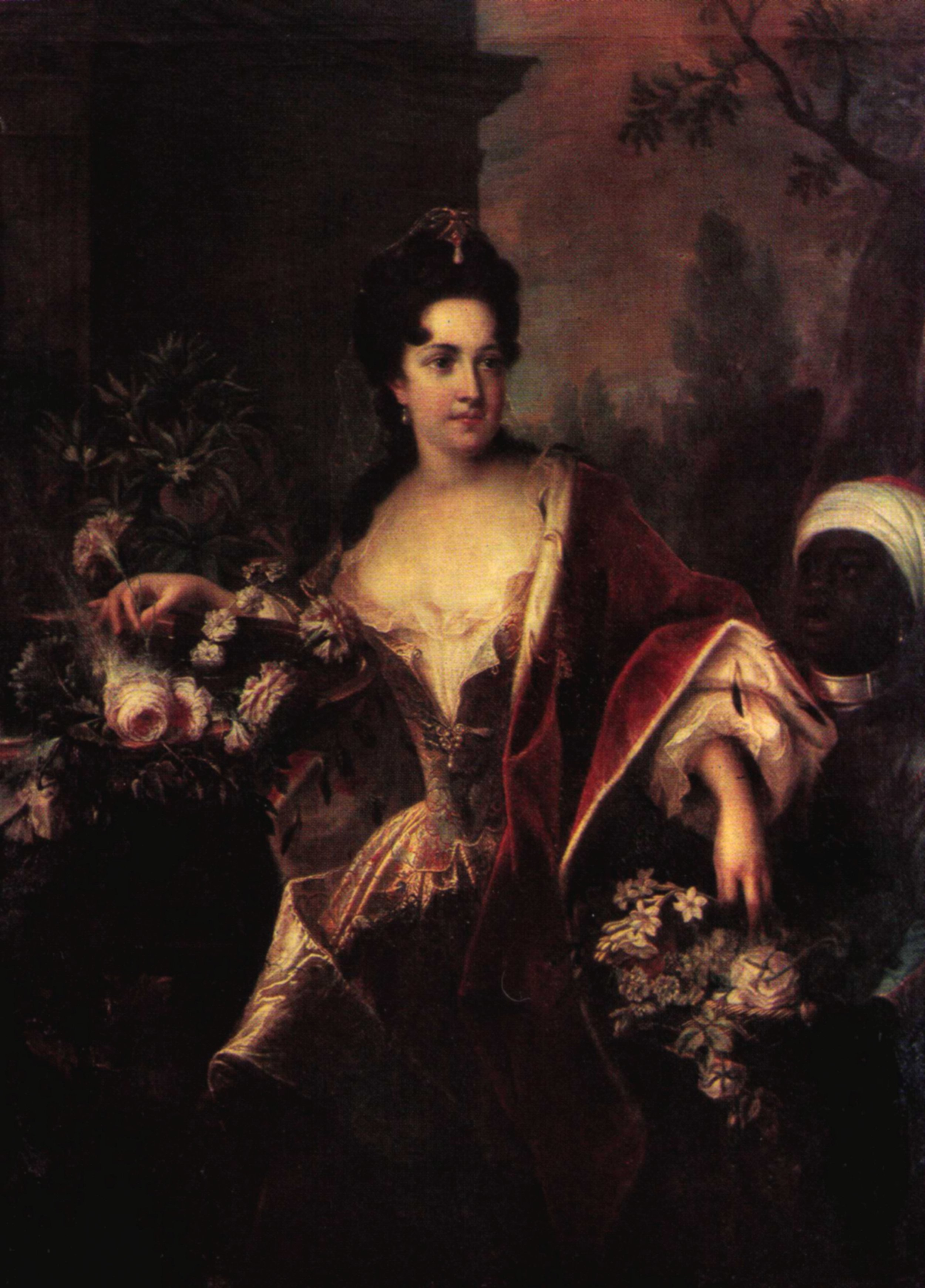
Anna Constantia Reichsgräfin von Cosel, vielleicht die einflussreichste Mätresse

Am 20. Januar 1693 heiratete er in Bayreuth Christiane Eberhardine (* 29. Dezember 1671 in Bayreuth; † 5. September 1727 in Pretzsch), Prinzessin von Brandenburg-Bayreuth. Sie hatten zusammen nur ein Kind:
- Friedrich August II./August III. (* 17. Oktober 1696 in Dresden; † 5. Oktober 1763 in Dresden), Kurfürst und Herzog von Sachsen und König von Polen ⚭ (am 20. August 1719 in Wien) mit Maria Josefa von Österreich (* 8. Dezember 1699 in Wien; † 17. November 1757 in Dresden), Tochter des römisch-deutschen Königs und Kaisers Joseph I. und der Kaiserin Amalie Wilhelmine geb. Prinzessin von Braunschweig-Lüneburg und Erzherzogin von Österreich, Prinzessin von Ungarn und Böhmen etc. und ältere Schwester der Kaiserin Maria Amalia; verh. mit Karl Albert von Bayern / Kaiser Karl VII. Er folgte seinem Vater auf die Throne von Sachsen und Polen.

Christiane Eberhardine, die protestantisch blieb und daher nie Königin von Polen wurde, sondern in Polen nur die Gemahlin des Königs war, zog sich später, wohl aus Verbitterung über den Übertritt ihres Mannes zum katholischen Glauben, auf Schloss Pretzsch an der Elbe zurück, wo sie auch starb.
August wurde vor allem bekannt durch seine vielen Mätressen:
- vor 1694 mit Anna Eleonore von Kessel, geborene von Horn (einer Sächsin), später Frau von Haugwitz
- 1694–1696 mit Gräfin Maria Aurora von Königsmarck
- 1696–1699 mit Gräfin Maximiliane Hi(es)serle/Esterle von Chodau
- 1698–1704 mit Ursula Katharina von Altenbockum, spätere Fürstin von Teschen
- 1701–1706 mit der Türkin Fatima, getauft Maria Aurora, später verh. Spiegel
- 1704–1713 mit Gräfin Anna Constantia von Brockdorff, spätere Gräfin von Cosel
- 1706–1707 mit Henriette Rénard-Duval (Wirtin, Tochter eines französisch-polnischen Weinhändlers)
- 1708 mit Angélique Duparc (französische Tänzerin und Schauspielerin)
- 1713–1719 mit Maria Magdalena Bielinska, verh. Gräfin von Dönhoff, später verh. Fürstin Lubomirska
- 1720–1721 mit Erdmuthe Sophie von Dieskau, verh. von Loß
- 1721–1722 mit Freiin Henriette von Osterhausen, verh. von Stanislawski

So wurde ihm von Wilhelmine von Bayreuth die übertriebene Zahl von über „354 Kindern“ angedichtet. Überliefert und von ihm anerkannt sind jedoch diese acht außerehelichen Nachkommen (sogenannte „königliche Bastarde“):
- mit Maria Aurora (* 28. April 1662 in Stade; † 16. Februar 1728 in Quedlinburg), Gräfin von Königsmarck und Pröpstin zu Quedlinburg:
  - Hermann Moritz (* 28. Oktober 1696 in Goslar; † 30. November 1750 auf Schloss Chambord), Graf von Sachsen, Generalmarschall von Frankreich ⚭ (am 12. März 1714 zu Moritzburg; geschieden am 26. März 1721) mit Johanna Victoria Tugendreich (* 8. Februar 1699; † 1747), Gräfin von Löben
- mit Fatima (Lebensdaten unbekannt, Nachweise von 1686 bis 1724), alias Maria Aurora verh. Spiegel
  - Friedrich August (* 19. Juni 1702 in Warschau oder Dresden; † 16. März 1764 in Pillnitz), Graf Rutowski ⚭ (am 4. Januar 1739) mit Ludovika Amalia (* 3. Mai 1722; † 27. Juli 1778), Fürstin Lubomirska
  - Maria Aurora[30] (* 1706; † vor 1750), Gräfin Rutowska ⚭ (1. 1728, um 1732 geschieden) mit Michał († 22. Mai 1746), Graf Bieliński, Wojewode von Chełmiński; ⚭ (2. 1732) mit Claude Marie Noyel (* 1700; † 26. Februar 1755), Graf von Bellegarde und Entremont
- mit Ursula Katharina von Altenbockum (* 25. November 1680 in Warschau; † 4. Mai 1743 in Dresden), Reichsfürstin von Teschen, Herrin von Hoyerswerda, vorm. verh. Fürstin Lubomirska, nachm. verh. Prinzessin von Württemberg-Winnental
  - Johann Georg (* 21. August 1704 in Dresden; † 25. Februar 1774 in Dresden), Ritter von Sachsen
- mit Henriette Renárd/Duval
  - Anna Karolina (* 23. November 1707 in Warschau; † 27. September 1769 in Avignon), Gräfin Orzelska ⚭ (am 10. August 1730; geschieden 1733) mit Karl Ludwig (* 18. September 1690; † 22. September 1774 in Königsberg), Prinz von Schleswig-Holstein-Sonderburg-Beck
- mit Anna Constantia von Brockdorff (* 17. Oktober 1680 in Depenau; † 31. März 1765 in Stolpen), vorm. verh. Freifrau von Hoym, Reichsgräfin von Cosel (mit der ihn zeitweise ein Ehekontrakt verband)
  - Augusta Anna Constantia (* 24. Februar 1708; † 2. Februar 1728), Gräfin von Cosel ⚭ (am 3. Juni 1725) mit Heinrich Friedrich (* 25. August 1681; † 8. Dezember 1739 in Zette oder Montpellier), Graf von Friesen
  - Friederike Alexandrine (* 1709; † 1784), Gräfin von Cosel ⚭ (am 18. Februar 1730) mit Johann Xantius Anton († 14. September 1737), Graf Moszyński
  - Friedrich August (* 17. August 1712; † 15. Oktober 1770), Graf von Cosel ⚭ (am 1. Juni 1749) mit Friederike Christiane (* 1723; † 1793), Gräfin von Holtzendorff

Auch Albrecht Siegmund von Seeguth-Stanisławski (* 10. August 1688 in Rößel; † 16. September 1768 in Lindenau) soll sein Sohn gewesen sein. Dies ist jedoch schon deshalb unwahrscheinlich, da ihn August im Alter von 17 Jahren gezeugt haben müsste, die Mätressenschaft mit Henriette von Osterhausen ist erst für 1721/22 belegt.

## Vorfahren
| Ahnentafel August II. von Polen bzw. Friedrich August I. von Sachsen  | Ahnentafel August II. von Polen bzw. Friedrich August I. von Sachsen                                            | Ahnentafel August II. von Polen bzw. Friedrich August I. von Sachsen                                            | Ahnentafel August II. von Polen bzw. Friedrich August I. von Sachsen                                            | Ahnentafel August II. von Polen bzw. Friedrich August I. von Sachsen                                            | Ahnentafel August II. von Polen bzw. Friedrich August I. von Sachsen                                        | Ahnentafel August II. von Polen bzw. Friedrich August I. von Sachsen                                        | Ahnentafel August II. von Polen bzw. Friedrich August I. von Sachsen                                        | Ahnentafel August II. von Polen bzw. Friedrich August I. von Sachsen                                        |
| --------------------------------------------------------------------- | --- | --- | --- | --- | --- | --- | --- | --- |
| Ururgroßeltern                                                        | Kurfürst Christian I. von Sachsen (1560–1591) ⚭ 1582 Sophie von Brandenburg (1568–1622)                         | Herzog Albrecht Friedrich von Preußen (1553–1618) ⚭ 1573 Marie Eleonore von Jülich-Kleve-Berg (1550–1608)       | Herzog Albrecht Friedrich von Preußen (1553–1618) ⚭ 1573 Marie Eleonore von Jülich-Kleve-Berg (1550–1608)       | Kurfürst Johann Georg von Brandenburg (1525–1598) ⚭ 1577 Elisabeth von Anhalt (1563–1607)                       | König Friedrich II. (Dänemark) (1534–1588) ⚭ 1572 Sophie von Mecklenburg (1557–1631)                        | Kurfürst Joachim Friedrich von Brandenburg (1546–1608) ⚭ 1570 Katharina von Brandenburg-Küstrin (1549–1602) | Herzog Wilhelm der Jüngere zu Braunschweig-Lüneburg (1535–1592) ⚭ 1561 Dorothea von Dänemark (1546–1617)    | Landgraf Ludwig V. von Hessen-Darmstadt (1577–1626) ⚭ 1598 Magdalena von Brandenburg (1582–1616)            |
| Urgroßeltern                                                          | Kurfürst Johann Georg I. von Sachsen (1585–1656) ⚭ 1607 Magdalena Sibylle von Preußen (1586–1659)               | Kurfürst Johann Georg I. von Sachsen (1585–1656) ⚭ 1607 Magdalena Sibylle von Preußen (1586–1659)               | Markgraf Christian von Brandenburg-Bayreuth (1581–1655) ⚭ 1604 Marie von Preußen (1579–1649)                    | Markgraf Christian von Brandenburg-Bayreuth (1581–1655) ⚭ 1604 Marie von Preußen (1579–1649)                    | König Christian IV. (Dänemark) (1577–1648) ⚭ 1597 Anna Katharina von Brandenburg (1575–1612)                | König Christian IV. (Dänemark) (1577–1648) ⚭ 1597 Anna Katharina von Brandenburg (1575–1612)                | Herzog Georg von Braunschweig-Lüneburg (1582–1641) ⚭ 1617 Anna Eleonore von Hessen-Darmstadt (1601–1659)    | Herzog Georg von Braunschweig-Lüneburg (1582–1641) ⚭ 1617 Anna Eleonore von Hessen-Darmstadt (1601–1659)    |
| Großeltern                                                            | Kurfürst Johann Georg II. von Sachsen (1613–1680) ⚭ 1638 Magdalena Sibylle von Brandenburg-Bayreuth (1612–1687) | Kurfürst Johann Georg II. von Sachsen (1613–1680) ⚭ 1638 Magdalena Sibylle von Brandenburg-Bayreuth (1612–1687) | Kurfürst Johann Georg II. von Sachsen (1613–1680) ⚭ 1638 Magdalena Sibylle von Brandenburg-Bayreuth (1612–1687) | Kurfürst Johann Georg II. von Sachsen (1613–1680) ⚭ 1638 Magdalena Sibylle von Brandenburg-Bayreuth (1612–1687) | König Friedrich III. (Dänemark) (1609–1670) ⚭ 1643 Sophie Amalie von Braunschweig-Lüneburg (1628–1685)      | König Friedrich III. (Dänemark) (1609–1670) ⚭ 1643 Sophie Amalie von Braunschweig-Lüneburg (1628–1685)      | König Friedrich III. (Dänemark) (1609–1670) ⚭ 1643 Sophie Amalie von Braunschweig-Lüneburg (1628–1685)      | König Friedrich III. (Dänemark) (1609–1670) ⚭ 1643 Sophie Amalie von Braunschweig-Lüneburg (1628–1685)      |
| Eltern                                                                | Kurfürst Johann Georg III. von Sachsen (1647–1691) ⚭ 1666 Anna Sophie von Dänemark und Norwegen (1647–1717)     | Kurfürst Johann Georg III. von Sachsen (1647–1691) ⚭ 1666 Anna Sophie von Dänemark und Norwegen (1647–1717)     | Kurfürst Johann Georg III. von Sachsen (1647–1691) ⚭ 1666 Anna Sophie von Dänemark und Norwegen (1647–1717)     | Kurfürst Johann Georg III. von Sachsen (1647–1691) ⚭ 1666 Anna Sophie von Dänemark und Norwegen (1647–1717)     | Kurfürst Johann Georg III. von Sachsen (1647–1691) ⚭ 1666 Anna Sophie von Dänemark und Norwegen (1647–1717) | Kurfürst Johann Georg III. von Sachsen (1647–1691) ⚭ 1666 Anna Sophie von Dänemark und Norwegen (1647–1717) | Kurfürst Johann Georg III. von Sachsen (1647–1691) ⚭ 1666 Anna Sophie von Dänemark und Norwegen (1647–1717) | Kurfürst Johann Georg III. von Sachsen (1647–1691) ⚭ 1666 Anna Sophie von Dänemark und Norwegen (1647–1717) |
| August II. von Polen bzw. Friedrich August I. von Sachsen (1670–1733) | | | | | | | | |

## Filme
- Leitung Guido Knopp und Peter Arens, Autoren Jan Peter und Yury Winterberg: Die Deutschen II., 6 Teil, August der Starke und die Liebe. ZDF Enterprises GmbH, Gruppe 5 Filmproduktion GmbH, Köln 2010, ISBN 978-3-8312-9952-2. (Info auf zdf.de)